# Bolognina
La Bolognina (Bulugnéṅna in dialetto bolognese) è un rione di Bologna di 36 681 abitanti, amministrativamente compreso nel quartiere Navile, di cui costituisce una delle tre zone statistiche insieme alle Lame e a Corticella.
È situata nell'immediata periferia nord, alle spalle della stazione di Bologna Centrale. Confina a nord con Corticella, da essa delimitata dalla tangenziale di Bologna; ad est è separato dal quartiere San Donato da via Stalingrado, che collega entrambi al centro storico tramite il ponte di Mascarella; ad ovest è diviso dal rione delle Lame dal Canale Navile; infine a sud è delimitato dalla stazione e dalla ferrovia dal centro storico di Bologna, che si può raggiungere attraverso il Ponte di Galliera. Le zone dell'Arcoveggio e di Casaralta, situate a nord della Bolognina storica, sono in genere considerate parte integrante del rione, e ne furono ugualmente comprese nei confini amministrativi quando quest'ultima costituiva un quartiere autonomo.
Si tratta di un rione storicamente proletario, tradizionalmente di tendenze socialcomuniste, famoso soprattutto per la celebre svolta della Bolognina. Oggi è un luogo urban style, underground, inclusivo e anticonformista.
La Bolognina si distingue dagli altri quartieri bolognesi per la sua composizione multietnica. Gli stranieri ammontano a più di un quarto della popolazione rionale.
A causa dei progetti di riqualificazione di alcune aree del quartiere, dunque al progressivo rincaro dei prezzi degli immobili siti in zona, la Bolognina sta attraversando un processo di gentrificazione.

## Storia

### Antichità
L'area bolognina era già popolata nel IV millennio a.C., come confermano reperti archeologici rinvenuti in zona nel 2017, durante gli scavi per la costruzione dell'asse Nord-Sud, i quali, oltre a scoprire negli strati inferiori un insediamento risalente all'Età del rame, hanno riportato alla luce anche manufatti d'epoca romana.

### Medioevo
Si ha notizia di alcune importanti strade che attraversavano l’odierna Bolognina in epoca medievale: da porta Mascarella usciva l’antica Strada di Mascarella, che dal fu Borgo della Paglia, sito in zona di via delle Belle Arti, nel centro storico, conduceva verso nord, seguendo ciò che oggi è il tracciato di via Stalingrado, quindi delineando il confine dei moderni quartieri Navile e San Donato-San Vitale e, per brevi tratti, anche via Ferruccio Parri e via Giuseppe Dossetti. Non è dato, dalle fonti disponibili, conoscere il suo termine. Anche il tratto ove via Stalingrado confluisce in via Ferrarese ne segue l’antico percorso.
L’importantissima Strada di Galliera secava invece il rione, il cui percorso è oggi seguito da via Giacomo Matteotti nel tratto tra porta Galliera e piazza dell’Unità, per poi insistere sull’attuale via di Corticella, e proseguire verso Galliera, attraversando per il lungo l’intera frazione dell’Arcoveggio, che comprendeva la Bolognina, quindi l’Arcoveggio, e la Corticella.

### Età moderna
Il Comune di Bologna prevedeva una frazione Arcoveggio come suddivisione territoriale comunale prima del 1889, dal nome dell’omonima località dell’Arcoveggio, ma comprendente nel proprio territorio grossomodo l’attuale Bolognina e la Corticella, allora campagna quasi aperta disseminata di insediamenti umani di dimensione alquanto ridotta, poi urbanisticamente riempita col Piano regolatore cittadino, che ne decreta appunto la fine come entità amministrativa, e l’istituzione fisica della Bolognina dalla conurbazione dell’Arcoveggio con la Casaralta e numerose altre località, tramite l’ampliamento di queste e l’edificazione di nuove strade e case.
La frazione era delimitata ad est dalla vecchia Strada di Mascarella fino alla località Dozza, dove a delimitarla dalla frazione San Giuseppe era la Savena abbandonata. Ad ovest il canale Navile, prosecuzione a nord del canale di Reno, divideva l’Arcoveggio dalla frazione Bertalia, quasi del tutto congruente all’attuale ex-quartiere Lame. A sud tangeva il tratto murario tra porta di Mascarella e porta delle Lame, toccando tuttavia solo porta Galliera.
Per l’istituzione amministrativa del quartiere Bolognina si dovrà attendere fino agli anni ’60 del Novecento.

### La nascita
Il quartiere nasce in seguito al Piano regolatore del 1889, e si sviluppa come un quartiere operaio e manifatturiero, grazie soprattutto alla vicinanza con la stazione e la linea ferroviaria. Finì per inglobare entro il suo perimetro le già presenti località dell’Arcoveggio e della Casaralta. I settori industriali prevalenti, per tutto il XX secolo, sono stati infatti quelli della meccanica e della costruzione di materiale ferroviario (Officine Minganti, Civolani, Officine Casaralta).
Caratteristica è la maniera dei caseggiati risalenti a questo periodo, un sobrissimo ma elegante stile neorinascimentale, simile ad alcuni altri presenti negli ex-quartieri Saffi e Cirenaica, che li accomuna e li riconduce alla medesima cooperativa edilizia, la società "Risanamento", fondata dal marchese e massone Livio Zambeccari, che dal 1887, negli stessi anni del Piano regolatore, ne prese in appalto i terreni o li acquistò per costruirci i propri fabbricati, caratterizzati da facciate giallo ocra, arancioni o rosse, e da un’altezza che di rado supera i tre o quattro piani, qualificando il nuovo quartiere bologninese.
Oltre alla costruzione e all’acquisto di nuovi edifici, durante il Ventennio fascista la Risanamento continuò a svolgere il proprio ruolo fedele agli orientamenti statutari: il patrimonio immobiliare crebbe anche tramite la pratica di sopraelevare gli immobili esistenti.

### Seconda guerra mondiale
Durante il Secondo conflitto mondiale la Bolognina subì vari pesanti bombardamenti alleati, che portarono distruzione e morte nel rione. Fu colpita soprattutto il 24 agosto 1944, in un drammatico bombardamento notturno sulla città. Nelle diverse incursioni notturne del mese di settembre 1944 vengono utilizzate anche bombe, chiamate cookies (dolcetti), da 1800 kg. Oltre alla zona dell'Arcoveggio venne colpito il deposito dell'Azienda tramviaria alla Zucca. Alle incursioni di settembre parteciparono anche cacciabombardieri della Forze armate aeree francesi (FAF).

#### Battaglia della Bolognina
In seguito ai disastrosi bombardamenti estivi, nel quartiere infuriò la battaglia della Bolognina, combattuta il 15 novembre 1944 tra i partigiani della 7ª GAP e le forze di occupazione nazifasciste.
La sera del 7 novembre 1944, dopo la battaglia di Porta Lame, una trentina di partigiani riuscirono a raggiungere una vecchia base della 7ª GAP in via Lionello Spada, alla Bolognina. I feriti vennero trasportati nell'infermeria partigiana dell’odierna via Andrea Costa, altri tornarono nelle basi partigiane del Bolognese. Restarono una ventina di partigiani in Bolognina, in uno stabile semidiroccato in piazza dell’Unità, angolo via Pellegrino Tibaldi, dove ebbe luogo lo scontro.

### Età contemporanea

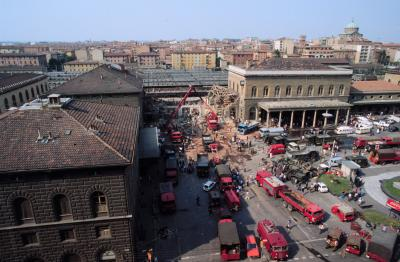
La stazione di Bologna Centrale immediatamente dopo l’avvenuta strage del 2 agosto 1980. Sullo sfondo, oltre la ferrovia, la Bolognina con la Chiesa del Sacro Cuore

Il 9 aprile 1962 venne istituito ufficialmente il quartiere Bolognina.
Il 2 agosto 1980 la Stazione ferroviaria di Bologna Centrale, nelle immediate vicinanze della Bolognina, fu devastata da un ordigno esplosivo, piazzato nell’ala Ovest del complesso da componenti di gruppi della Destra eversiva, che, una volta detonato alle ore 10:25, causò la morte di 85 persone, in quella che è conosciuta come la strage di Bologna.

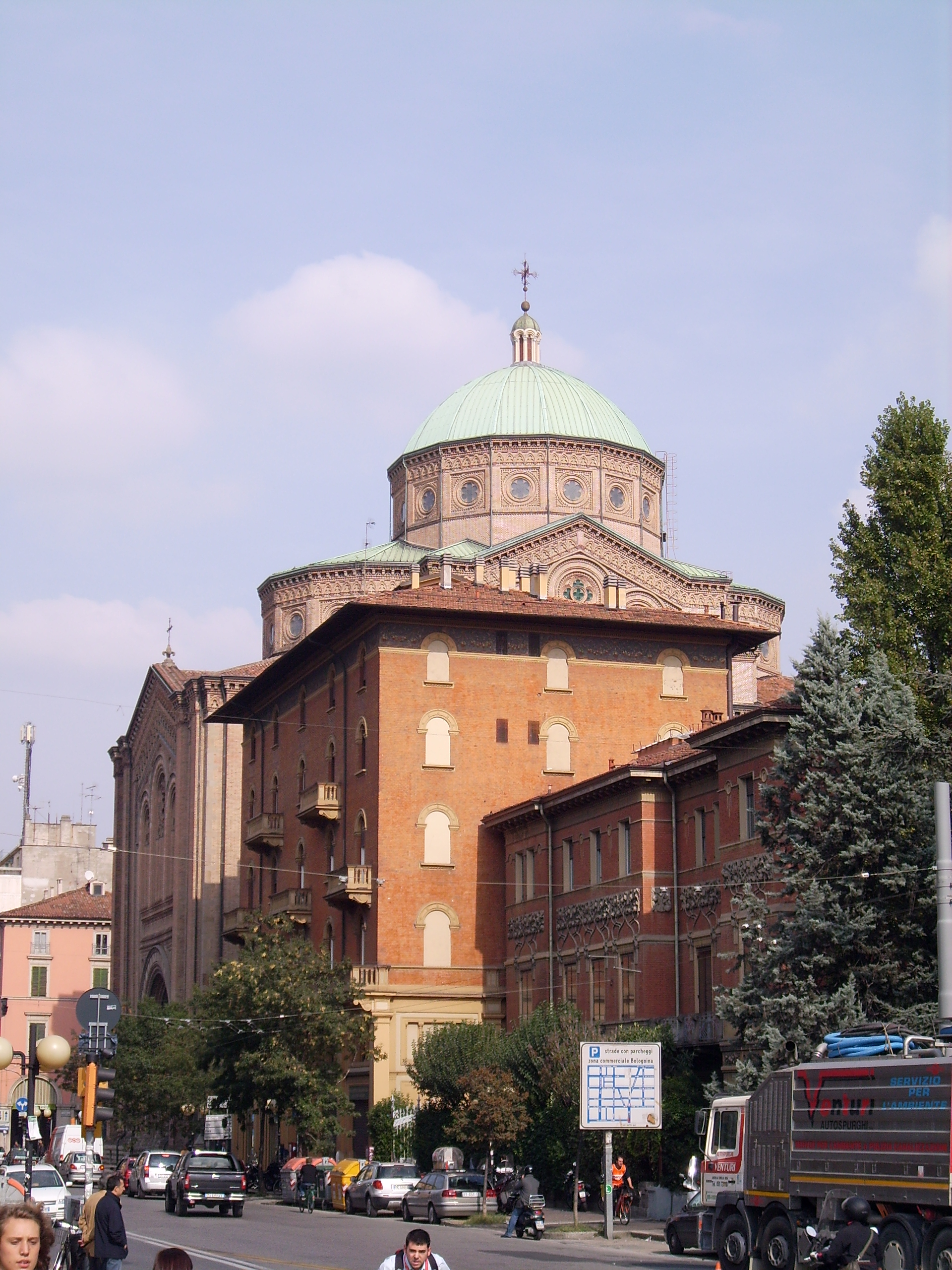
Via Giacomo Matteotti nel 2007, all’altezza della Chiesa del Sacro Cuore

Il 25 marzo 1985 venne soppresso. Con l’istituzione dei nuovi quartieri di Bologna, la Bolognina confluì, assieme alla Corticella e alle Lame, nell’appena formato quartiere Navile.
Il 12 novembre 1989 qui avvenne la svolta della Bolognina, con cui Achille Occhetto annunciò lo scioglimento del Partito Comunista Italiano.

Bologna, 12 novembre 1989. Durante le celebrazioni per il 45º anniversario della battaglia di Porta Lame, il segretario del Partito Comunista Italiano Achille Occhetto annuncia a sorpresa la cosiddetta "svolta della Bolognina", primo passo del processo che porterà allo scioglimento del PCI e alla nascita del Partito Democratico della Sinistra

A partire dagli anni Novanta l'attività industriale viene progressivamente sostituita dal settore terziario, favorito in particolare dalla vicinanza della Fiera di Bologna e dal comodo accesso alle vie di comunicazione ferroviaria e autostradale.
Negli anni Duemila inoltre l'area si arricchisce della nuova sede amministrativa del comune di Bologna, e del nuovo accesso alla stazione ferroviaria dell'alta velocità, che cambiano in parte la fisionomia e il paesaggio cittadino. Nel 2022 viene inaugurata piazza Lucio Dalla, a distanza di 10 anni dalla scomparsa del cantautore bolognese.

## Geografia

### Geografia fisica
Il rione sorge immediatamente a nord del centro storico bolognese, nell’ultima parte di Pianura padana prima di incontrare, verso sud, subito dopo la ferrovia che la divide dal centro, i primi dislivelli che, dopo una salita abbastanza dolce, portano rapidamente ai Colli bolognesi, quindi alle pendici dei rilievi appenninici. La Bolognina si contrappone dunque al nucleo originario della città come centro di pianura, con un’altitudine compresa tra i 29 m s.l.m e i circa 50 raggiunti nei paraggi dell’area interessata dal Piano regolatore del 1889, mentre l’altitudine del Centro storico può variare tra i 50 e gli 80 m s.l.m. in meno di 2 km di distanza tra i due punti.

### Geografia antropica
La pianta urbana di questa parte di città si è perlopiù sviluppata da fine Ottocento, ha un’elevata densità abitativa (dai 97 ai 120 abitanti per ettaro) e presenta spazi aperti contenuti e rarefatti. Il fulcro del quartiere, riconosciuto anche all’interno dei vari strumenti urbanistici recenti, è piazza dell’Unità, posta essenzialmente in una zona centrale rispetto alla perimetrazione del quartiere.

Tuttavia, a questa vi si sono aggiunte anche altre centralità, anche piuttosto recenti, rappresentate da progetti che hanno coinvolto aree marginali e che necessitavano una riqualificazione. 

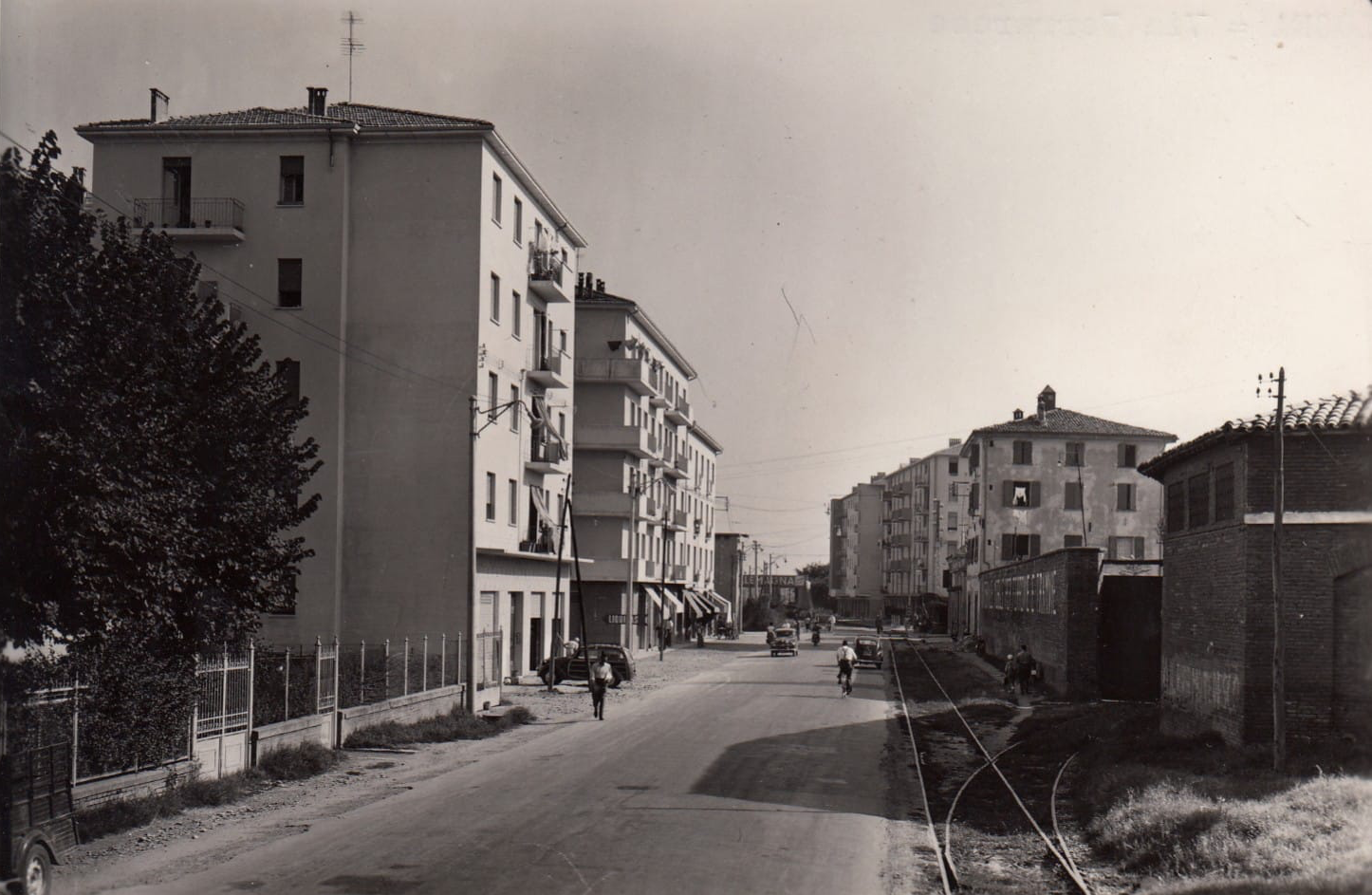
La zona Casaralta in via Ferrarese negli anni 1950

Nella Bolognina si distinguono tre zone con caratteri propri: la Bolognina storica nella parte meridionale, contraddistinta dai caratteristici fabbricati edificati dalla Cooperativa per la costruzione ed il Risanamento di case per lavoratori in Bologna, da un assetto stradale ordinato ed espressiva di una forte identità che ha impresso all’intero rione; l’Arcoveggio nel settore occidentale, dove la compressione edilizia si allenta e dà spazio a più aree verdi e servizi pubblici; nella parte orientale la Casaralta, area avente diverse fabbriche dismesse, ma che sta vivendo una fase di intensa rivoluzione edilizia, nonché cuore della comunità cinese di Bologna, sviluppatasi attorno a via Ferrarese.
L’assetto urbanistico bologninese non permette un’adeguata presenza di parchi o scuole, come pure di parcheggi residenziali, con un minimo del 40% di abitazioni che non ne dispongono, stimabili attorno alle 7 700 unità abitative senza posto per auto, che arriva ad un apice del 62% vicino piazza dell’Unità, è altresì bene notare che a livello commerciale la Bolognina è un rione ben fornito, con esercenti facilmente raggiungibili grazie alla loro buona distribuzione. 

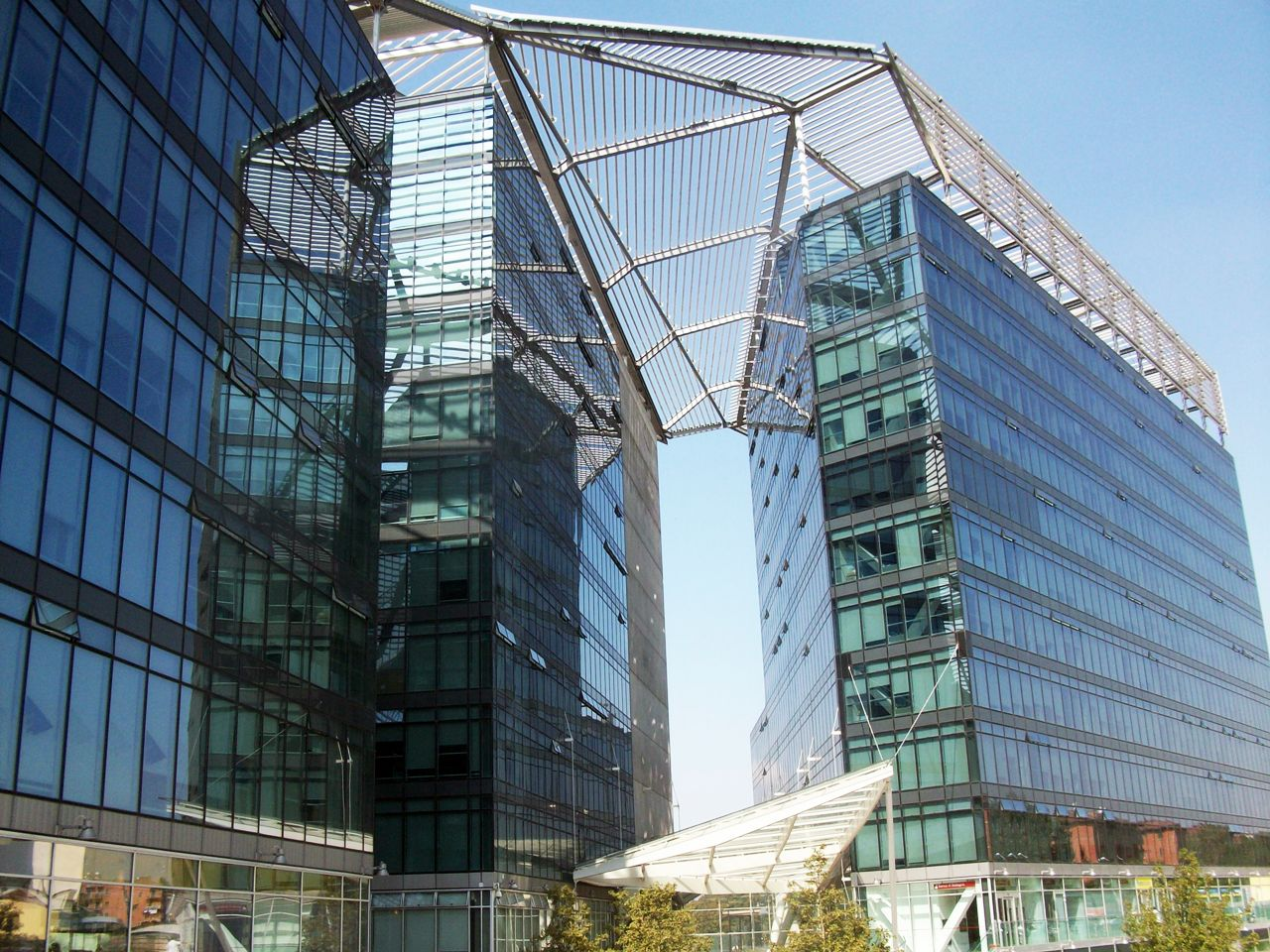
La nuova sede comunale in piazza Liber Paradisus

La Bolognina sta cercando di compensare alla carenza di dotazioni pubbliche attraverso tre principali opere, ovvero la nuova Stazione centrale, che la collega direttamente col centro storico senza attraversare il fascio ferroviario, il rinnovamento dell’area dell’ex Mercato Ortofrutticolo, con la costruzione della nuova sede del Comune del quartiere, in piazza Liber Paradisus, connettendola con il parco lungo Navile, e l’allungamento di piste ciclabili e attraversamenti sicuri.
Il comparto dell’ex Mercato Ortofrutticolo del Navile è forse una delle più grandi trasformazioni che interessa tutt’oggi il quartiere, sia dal punto di vista infrastrutturale che da quello socio-economico. Il processo che ha portato questo pezzo di città ad essere quello che è oggi ha radici remote che hanno le fondamenta nei primi piani regolatori di fine Ottocento.
Nonostante il grande slancio progettuale degli anni Ottanta, i progetti per quest’area di città non ebbero seguito e fino agli anni Novanta il quartiere storico della Bolognina si dovette confrontare con un grande vuoto urbano. Nei primi anni Novanta il progettista e architetto catalano Ricardo Bofill, grazie anche all’occasione della riprogettazione della Stazione Centrale di Bologna, elabora un progetto imponente prevedendo anch’esso il proseguimento dell’ereditata maglia ortogonale della Bolognina ottocentesca e la riproposizione del modello di tessuto edilizio compatto a corte. Il processo di riqualificazione di questa grande incognita urbana si interrompe nuovamente a seguito del cambio di amministrazione a Palazzo d’Accursio: per la prima volta una giunta di centrodestra si ritrova a governare il capoluogo emiliano.
L’amministrazione Guazzaloca (1999-2004) decide in poco tempo che proprio in questa zona si sarebbero dovuti trasferire gli uffici comunali. Il progetto della nuova sede comunale viene affidato all’architetto bolognese Mario Cucinella, mentre la redazione del nuovo disegno urbano viene commissionata allo Studio Scagliarini e viene presentato alla fine dell’anno 2002 ai vari enti esterni preposti.
Il modello insediativo del piano si scosta in maniera significativa dalla regolarità della maglia ereditata dal 1889, proponendo una struttura a pettine su cui si vanno a collocare diverse tipologie abitative, anche ad alta densità, con variegate situazioni di spazi pubblici, lontani dalla tradizionale immagine di piazza.
A seguito del parere non favorevole del Quartiere, il piano viene revisionato migliorando gli aspetti critici evidenziati, ma con il cambio di amministrazione (passata questa volta da centrodestra al centrosinistra), il comune decide di intraprendere una nuova strada per la progettazione dell’area, dando la parola agli abitanti della Bolognina attraverso un laboratorio di urbanistica partecipata nel 2005. Il nuovo progetto, esito di un connubio tra progettisti, amministrazione locale e cittadini del quartiere, viene così approvato l’anno successivo prevedendo il mantenimento della piazza coperta (una struttura preesistente progettata da Pier Luigi Nervi), un collegamento con Villa Angeletti e la connessione con la stazione dell’alta velocità.
Il nuovo piano, in teoria, dovrebbe basare i propri princìpi insediativi sul riconoscimento delle preesistenze e sulla simbiosi con il tessuto storico della Bolognina continuando la maglia stradale a griglia ortogonale anche all’interno del comparto.
Tuttavia, il progetto, anche a seguito delle numerose modifiche, sembra risultare in contrasto con il quartiere compatto e regolare della Bolognina storica, soprattutto sull’asse Nord-Sud di via Fioravanti, il quale, a seguito del laboratorio di urbanistica partecipata, vede sulla parte occidentale un abbassamento di piano, in pratica uno sviluppo in trincea.
Le giunte comunali, nella seconda metà degli anni 2000, hanno previsto diversi piani di risanamento del territorio in particolare per le aree con la presenza di insediamenti industriali dismessi. Nel marzo del 2006 le Officine Minganti sono state riaperte e trasformate in un centro commerciale, nel 2008 il Piano Strutturale Comunale - P.S.C.- approvato dall’attuale giunta, chiamato “Bolognina est”, prevede la riqualificazione dell’ex-Casaralta, la Caserma Sani, i capannoni delle ex Cevolani e della ex Sasib.

## Monumenti e luoghi d'interesse

### Architetture religiose

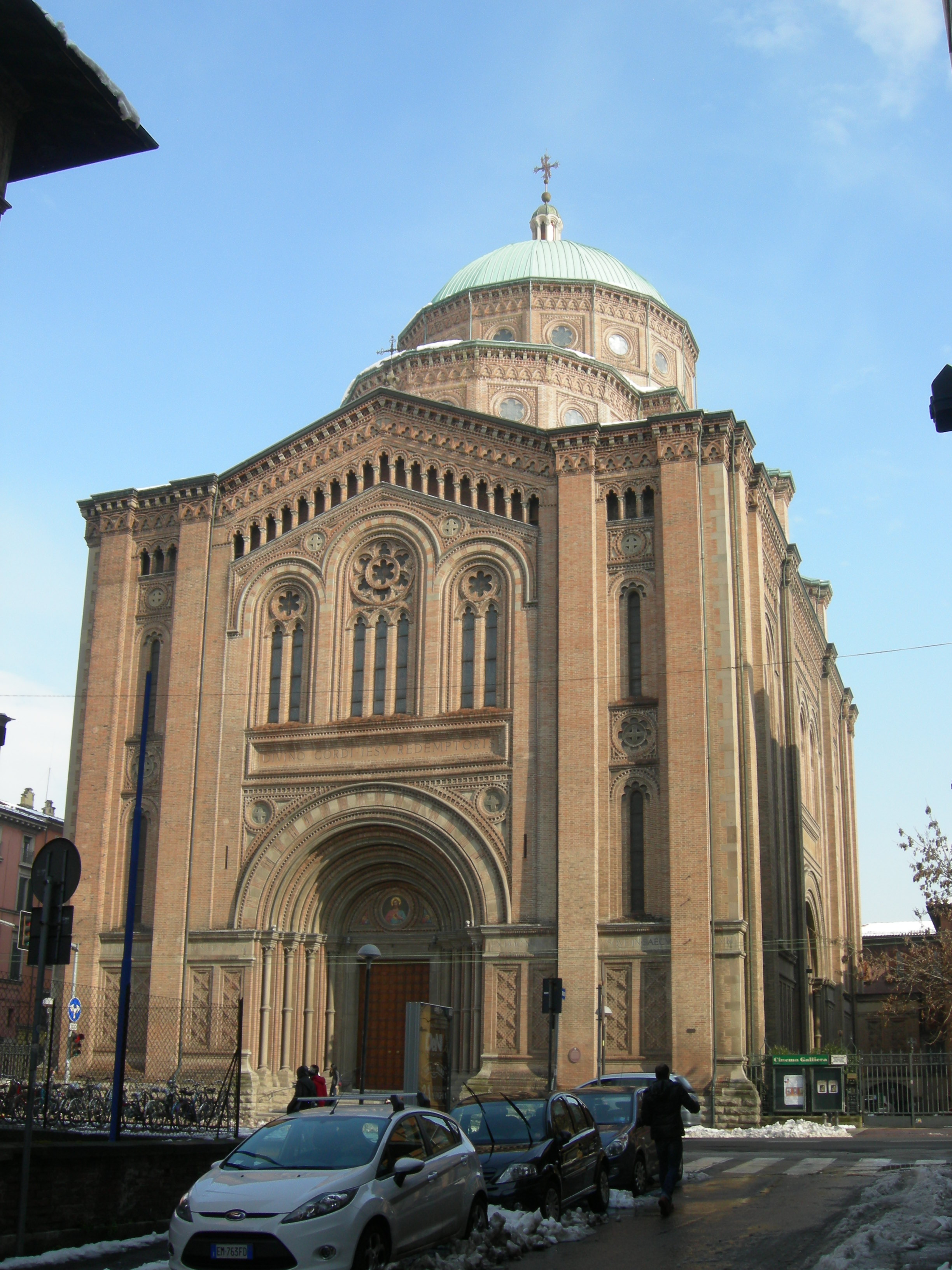
La chiesa del Sacro Cuore di Gesù

#### Chiesa del Sacro Cuore
Nel quartiere sorge la chiesa parrocchiale del Sacro Cuore di Gesù, quasi adiacente al ponte di Galliera. Da ormai più di un secolo è il principale luogo di culto del quartiere e una delle parrocchie che raccoglie più fedeli in città. 
Dalla mole imponente e in stile neoromanico, la sua vicinanza alla ferrovia e alla stazione di Bologna Centrale la rende uno degli edifici più identificativi della città all'arrivo a Bologna dei passeggeri.

#### Chiesa di San Girolamo

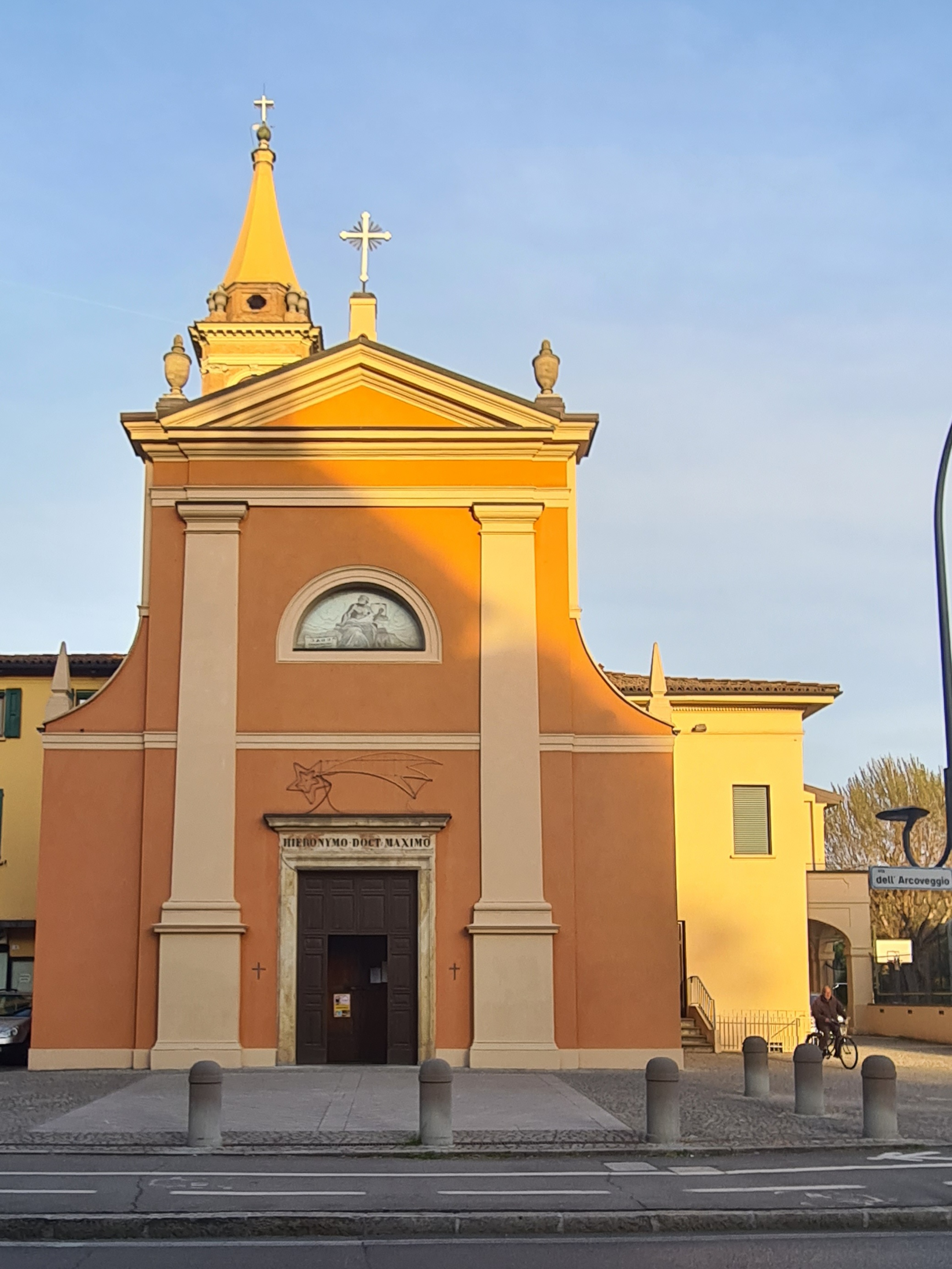
La chiesa di San Girolamo dell'Arcoveggio

La chiesa di San Girolamo dell'Arcoveggio è il luogo di culto cristiano di riferimento del rione Arcoveggio.

#### Altre chiese
- Chiesa di San Cristoforo
- Chiesa dei Santi Angeli Custodi
- Chiesa Evangelica Cinese
- Chiesa Evangelica dei Fratelli "Il Piccolo Gregge"
- Parrocchia di Gesù Buon Pastore

### Architetture civili
Deposito tranviario della Zucca
Deposito storico dei mezzi di trasporto pubblico bolognesi (tram e autobus), costruito nella seconda metà dell'Ottocento e dismesso nel 1983. L'area circostante è stata recuperata con la creazione di un parco e la destinazione delle vecchie rimesse a nuovi usi, tra cui la sede del Museo per la memoria di Ustica.
Ex officine Minganti
Edificio industriale già sede dell'omonima fabbrica, costruito tra il 1960 e il 1963 su progetto di Francesco Santini; nonostante la destinazione produttiva possiede una certa qualità architettonica. In seguito al fallimento dell'azienda nel 1997 è rimasto abbandonato, per essere poi ristrutturato e adibito a scopi commerciali; nel 2006 è stato aperto il centro commerciale che prende lo stesso nome.

### Infrastrutture fluviali

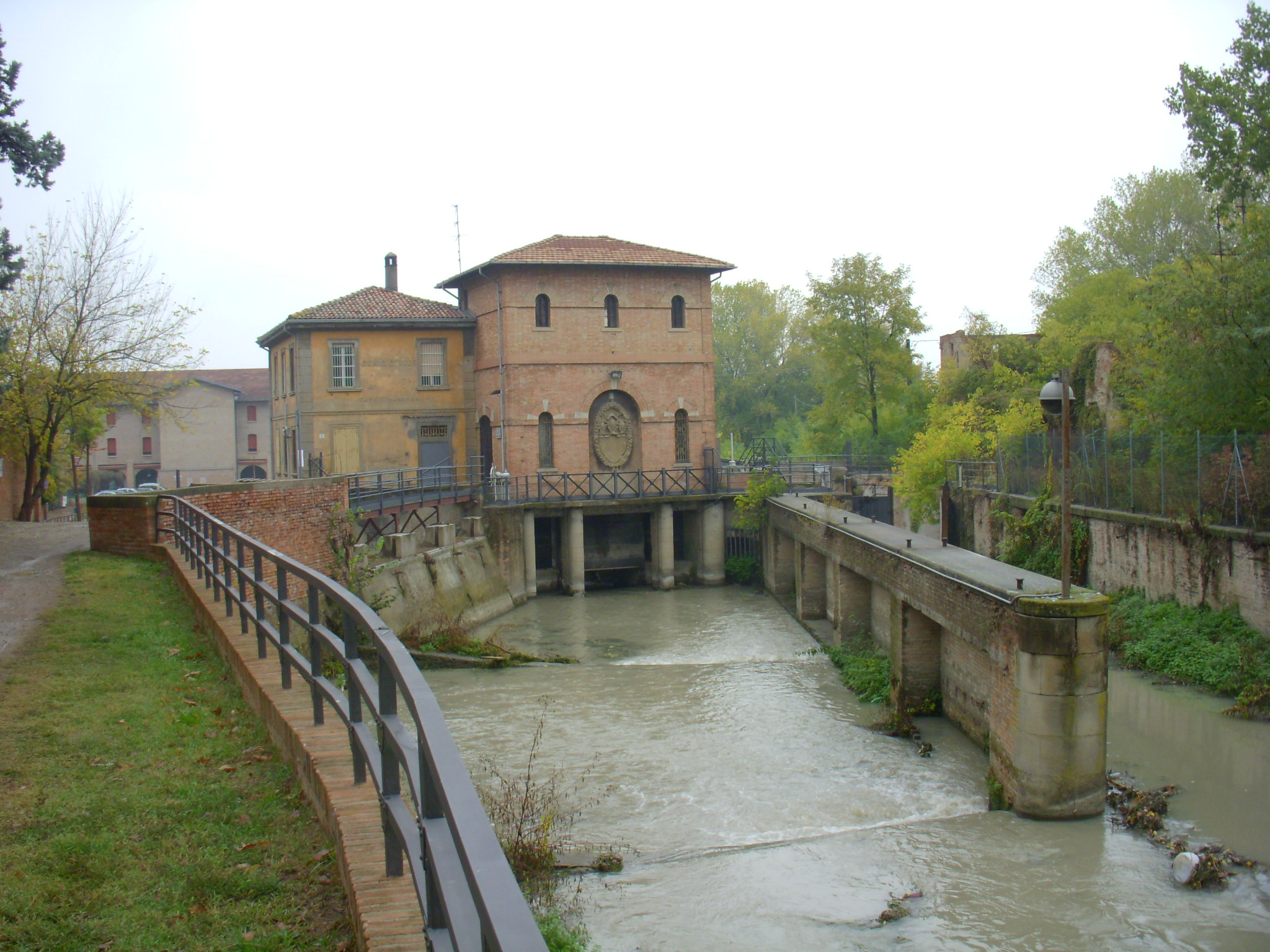
Il Battiferro col suo "Sostegno"

Il Battiferro è un edificio fluviale, costruito nel 1439 e tuttora esistente, lungo il tratto urbano del canale Navile, tra la Bolognina e le Lame.
Al centro e a sinistra dell'edificio si trovano delle paratoie utilizzate per regolare il livello dell'acqua. Alla sua destra, invece, è collocata la conca a due portoni utilizzata per consentire alle imbarcazioni di superare il dislivello. Il sistema di paratoie è noto come Sostegno del Battiferro, dove sostegno è un sinonimo di chiusa.

### Aree naturali
Di rilievo storico sono le Caserme Rosse, nei pressi della tangenziale: questa zona, che oggi ha l'aspetto di un parco cittadino, fu il punto di raccolta dal quale partivano i convogli di prigionieri ebrei per Auschwitz durante l'occupazione nazista della seconda Guerra Mondiale.

## Società

### Demografia
La Bolognina, come il resto del capoluogo emiliano-romagnolo, ha conosciuto un declino in termini di popolazione residente nel rione, che ha smesso di decrescere con il massivo arrivo in quartiere di stranieri, i quali ne hanno invertito il trend negativo di crescita.
Abitanti censiti:

#### Immigrazione
Dai primi anni del Novecento l’area della Bolognina si caratterizza per essere una delle prime periferie ad alta concentrazione di fabbriche. Per questa ragione la Bolognina è da sempre stata percepita come un quartiere popolare ad alta concentrazione di nuclei familiari operai - provenienti soprattutto dall’Italia del Sud - che trovavano lavoro presso gli emergenti stabilimenti industriali.
Il boom di immigrazioni dal Meridione avviene in particolare negli anni ’50-’60, questo ha fatto sì che le periferie della città potessero crescere notevolmente. È dagli anni ’90 che iniziano a manifestarsi segnali di decrescita, dovuti alla crisi del settore industriale e alla conseguente chiusura delle più importanti fabbriche come la Casaralta e insieme ad essa tantissime altre. L’area del Navile assume così le sembianze di un “cantiere a cielo aperto”, “di spazi enormi che ergono come cattedrali sconsacrate abitate da erbacce, topi e da gruppi di immigrati senza fissa dimora”.
Durante la chiusura delle fabbriche nel quartiere si inizia a percepire un nuovo fenomeno, quello dei flussi migratori provenienti da altri paesi per lo più extra europei.
Oggi quel tessuto socio-industriale sviluppato agli inizi del 1900 non c’è più, il quartiere vive una fase molto più fluida e lontana dal mondo della fabbrica, come afferma un esponente politico della giunta del Quartiere Navile:
rigenerazione da questo punto di vista, per cui si mescolano cittadini bolognesi,
cittadini che arrivano da tutte le parti d’Italia, studenti universitari, immigrati
che stanno ovviamente nelle zone di più alta attrattiva di immigrazione e siamo
in una fase di trasformazione sia urbanistica che sociale alla ricerca di una
nuova identità, è una fase sicuramente… io dico sempre il primo adolescente che
abbiamo nel quartiere è la Bolognina, nel senso che è nella fase di adolescenza
piena.»
(Membro della giunta locale)
Dal XXI secolo gli immigrati stranieri residenti nella città si sono sestuplicati, affiancando la storica comunità cinese già insediatasi lungo via Ferrarese, questo per via di processi quali regolarizzazioni, sanatorie, ricongiungimenti familiari ed entrata nella Comunità Europea di paesi come la Romania, tutti fattori che insieme hanno contribuito all’aumento di stranieri nella città, rendendo la Bolognina una delle aree più multietniche di Bologna.
I migranti nel rione non sono più semplicemente adulti in età lavorativa stabilitisi momentaneamente, ma è sempre più frequente che questi soggetti si fermino in modo permanente, formando così nuclei familiari; da questo deriva un’alta percentuale di ragazzi stranieri di età compresa tra gli 0-14 e tra i 15 e i 29 anni. La presenza di giovani immigrati si concentra proprio nell’area della Bolognina, infatti, circa il 33% del totale degli stranieri in età pre-scolare e scolare nella città nel 2011, risiedeva in quartiere.

##### Stranieri
La popolazione straniera residente in Bolognina ammontava, al 31 dicembre 2021, a 9 416 individui, vale a dire il 25,74% della popolazione residente totale del rione, la seconda più alta tra tutte le zone statistiche del capoluogo emiliano dopo l’ex quartiere, oggi zona, di San Donato, che primeggia con il 26,14% di popolazione totale straniera residente entro i propri confini. La Bolognina supera però San Donato in numeri assoluti, avendo quest’ultimo 6 557 residenti stranieri, 2 859 in meno dei primi.
Abitanti stranieri censiti:

### Sociologia urbana
Tra gli aspetti caratterizzanti il già quartiere vi era un esteso senso di comunità, andato perdendosi verso gli anni 2000 e con tentativo di recupero attraverso i recenti piani di riqualificazione del rione.

A tal proposito vi sono alcuni commenti sulla trasformazione sociale del quartiere lungo il Novecento e i primi anni del III millennio:
(Pietro P., 70 anni pre-2019, presidente Circolo Arci Ippodromo)
Sulla fiducia reciproca del vecchio tessuto sociale bologninese si cita:
(Sauro Bucchi, 73 anni pre-2019, presidente Circolo Katia Bertasi)

#### Riqualificazione
I processi di riqualificazione urbana nella Bolognina sono inquadrabili nel contesto del sistema economico capitalistico neoliberale. In questo quadro, la partecipazione dei cittadini viene utilizzata come uno strumento di legittimazione delle politiche e di controllo sociale.
La ricerca sulla Bolognina ha evidenziato come i processi partecipativi siano caratterizzati da una serie di limiti, tra cui:
- la delega di molte responsabilità ad attori economici privati;
- la marginalizzazione degli attori sociali esclusi o marginali;
- la riduzione della partecipazione a un mero strumento di consultazione.

Questi limiti rischiano di incidere negativamente sui fenomeni di marginalizzazione sociale e di contribuire a un declino dell'azione politica.

#### Transizione da quartiere operaio a cantiere d’innovazione sociale
Il quartiere Bolognina è un esempio di come la storia di un quartiere sia strettamente legata alla storia della città in cui si trova. La sua nascita come quartiere operaio, la sua crisi a seguito della dismissione industriale, e la sua riqualificazione in corso sono tutte tappe che riflettono le trasformazioni economiche, sociali e culturali della città di Bologna.
Il rione è nato circa vent'anni dopo l'Unità d'Italia come quartiere operaio. Il suo sviluppo urbanistico e sociale è stato fortemente influenzato dalla politica industriale e demografica dell'epoca.

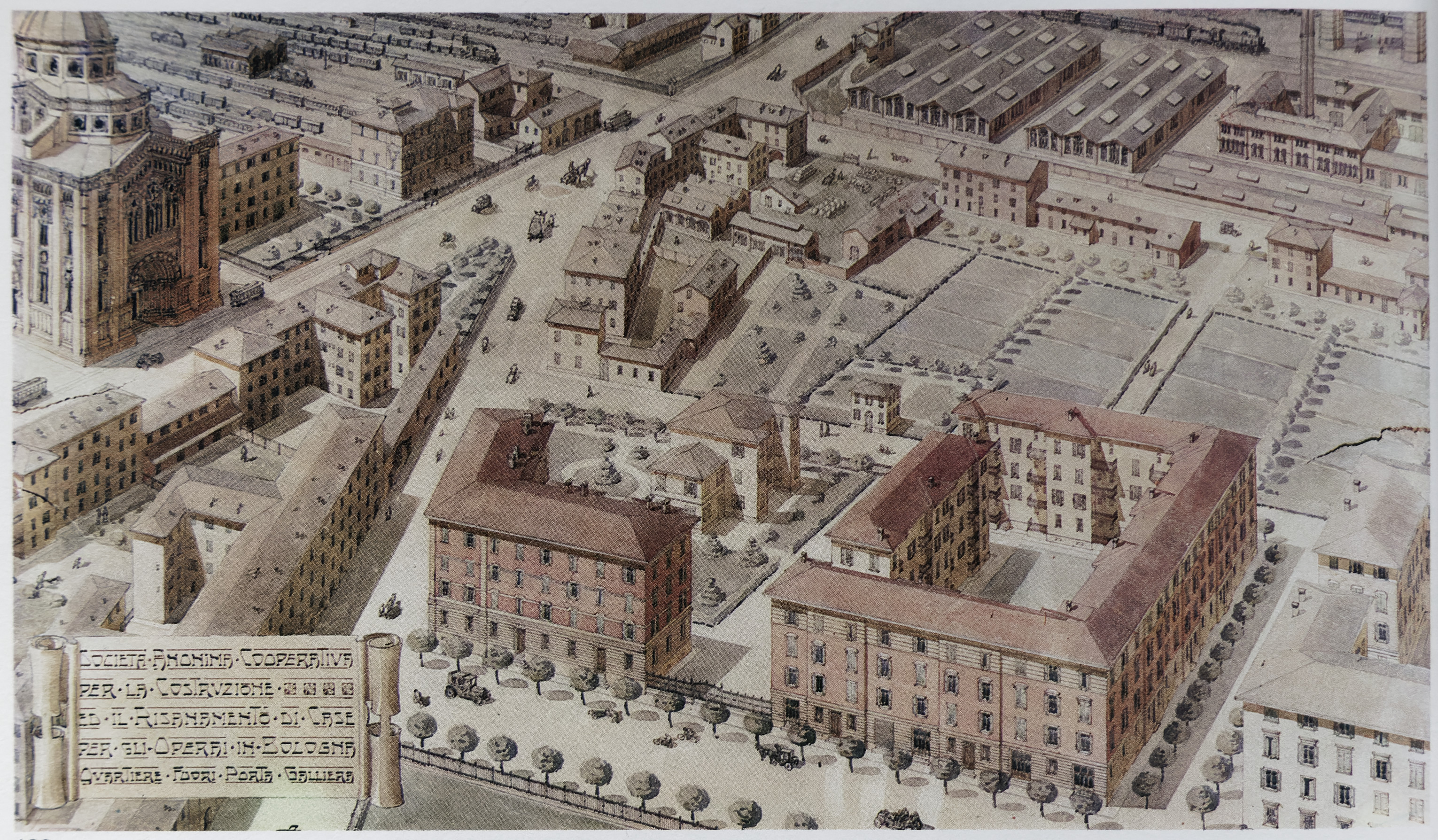
Mappa del piano di riqualifica della Cooperativa Risanamento nel rione Bolognina

Il Piano Regolatore del 1889, che avviò ufficialmente la nascita del quartiere, era integralmente ordinato secondo gli assi stradali costruiti tra il 1860 e il 1865, che riqualificavano e ampliavano i precedenti, ispirati all'opera parigina di Haussmann. La composizione sociale del quartiere era costituita non solo dagli operai direttamente impiegati nella macchina industriale ferroviaria, ma anche da chi era stato espulso dalle campagne circostanti per l'esubero di manodopera o sfrattato dal centro storico in seguito agli interventi di sventramento.
Lo stile di vita della Bolognina era connotato dal punto di vista della classe sociale e dal legame che essa intratteneva con il lavoro in fabbrica. Ciò andrà a costituire un tessuto culturale di comunità specifico che possiamo definire del dispositivo-fabbrica, altrettanto orientato dalla ferrovia e dal suo indotto industriale.
La disgregazione dell'assetto originario inizierà un secolo dopo la fondazione del quartiere in seguito alla crisi delle attività manifatturiere e alla terziarizzazione dell'economia bolognese. La dismissione industriale portò a una riduzione della popolazione residente che fu rapidamente compensata dalla prima ondata migratoria, attirata da condizioni abitative favorevoli per ubicazione e prezzo degli affitti.
Negli anni successivi al Piano del 1985 lo sviluppo della Bolognina fu inquadrato in una serie di direttive politiche tese non solo a un ridisegno urbano estetico e funzionale, ma anche a un nuovo uso degli spazi nel senso della loro destinazione sociale. Fu durante l'amministrazione di Giorgio Guazzaloca (1999-2004) che il tema di riqualificare il quartiere divenne centrale nel dibattito cittadino e si concretizzò in progetti volti a implementare o originare una vocazione commerciale dell'area.
Il Piano Strutturale Comunale (PSC) del 2008 ha previsto una serie di interventi di riqualificazione del quartiere, tra cui l'ampliamento della stazione ferroviaria storica, la realizzazione di infrastrutture per collegare la stazione con l'aeroporto e il polo fieristico, e la riqualificazione di ampie aree produttive e commerciali dismesse.

#### Processo partecipativo di riqualificazione
Il processo partecipativo avviato dal Comune di Bologna per la riqualificazione del quartiere Bolognina è un esempio virtuoso di come la cittadinanza possa essere coinvolta nelle decisioni che riguardano il proprio territorio. I tavoli di partecipazione hanno permesso di mediare tra le esigenze dei diversi attori coinvolti, dando voce alle necessità della popolazione residente e contribuendo a costruire una visione condivisa del futuro del quartiere.
Il Comune di Bologna, nel corso degli anni, ha promosso una serie di tavoli di partecipazione per coinvolgere la cittadinanza nel processo di riqualificazione del quartiere Bolognina.
La prima fase, avviata nel 2005, ha riguardato la vasta area dell’ex Mercato Ortofrutticolo e il comparto Bolognina Est. Nel caso dell’ex Mercato, il tavolo di partecipazione ha avuto il compito di mediare tra le richieste dei residenti e le esigenze dell’imprenditoria privata. Nel caso di Bolognina Est, invece, la relazione tra i soggetti coinvolti è stata gerarchica, con il Comune che ha supervisionato l’attuazione dei progetti.
Nel 2013, il Comune ha deciso di collocare i molteplici interventi di riqualificazione secondo una prospettiva di insieme. Il tavolo di negoziazione, stabilito con il patto ConVivere Bolognina, ha predisposto quattro temi di intervento: coesione sociale, sicurezza, valorizzazione commerciale e culturale.
Il patto ConVivere ha inaugurato una stagione della riqualificazione orientata alla sussidiarietà. Le operazioni di rinnovo della Bolognina si sono interessate a specifici luoghi, identificati come "commons", e al tipo di abitudini pubbliche e collettive che li caratterizzavano.
Tra i diversi strumenti adottati dall’amministrazione bolognese per attivare la cittadinanza nel percorso di rigenerazione, il patto ha assunto particolare rilevanza. I tavoli di riqualificazione, in questo caso, hanno assunto la dimensione del workshop, instradandosi verso la gestione e progettazione copartecipata di alcuni servizi.
Il filo conduttore di tutti i tavoli di partecipazione è stato la costruzione di un’immagine della Bolognina compatibile con la sua rifunzionalizzazione, spostando visibilmente l’accento sulla dimensione sociale.

#### Dimensione sociale del quartiere

##### Qualità della vita
Secondo l'amministrazione comunale, la qualità della vita in Bolognina è caratterizzata da una grande vitalità delle strade, da un senso di comunità e da una mescolanza equilibrata di elementi sociali.
Le testimonianze degli abitanti, invece, mostrano una percezione più complessa. Per i residenti storici, la Bolognina di oggi ha perso le caratteristiche di vivacità e di senso di comunità che la contraddistinguevano in passato. I nuovi residenti, invece, apprezzano la possibilità di partecipare alla vita del quartiere e di sentirsi parte di una comunità.

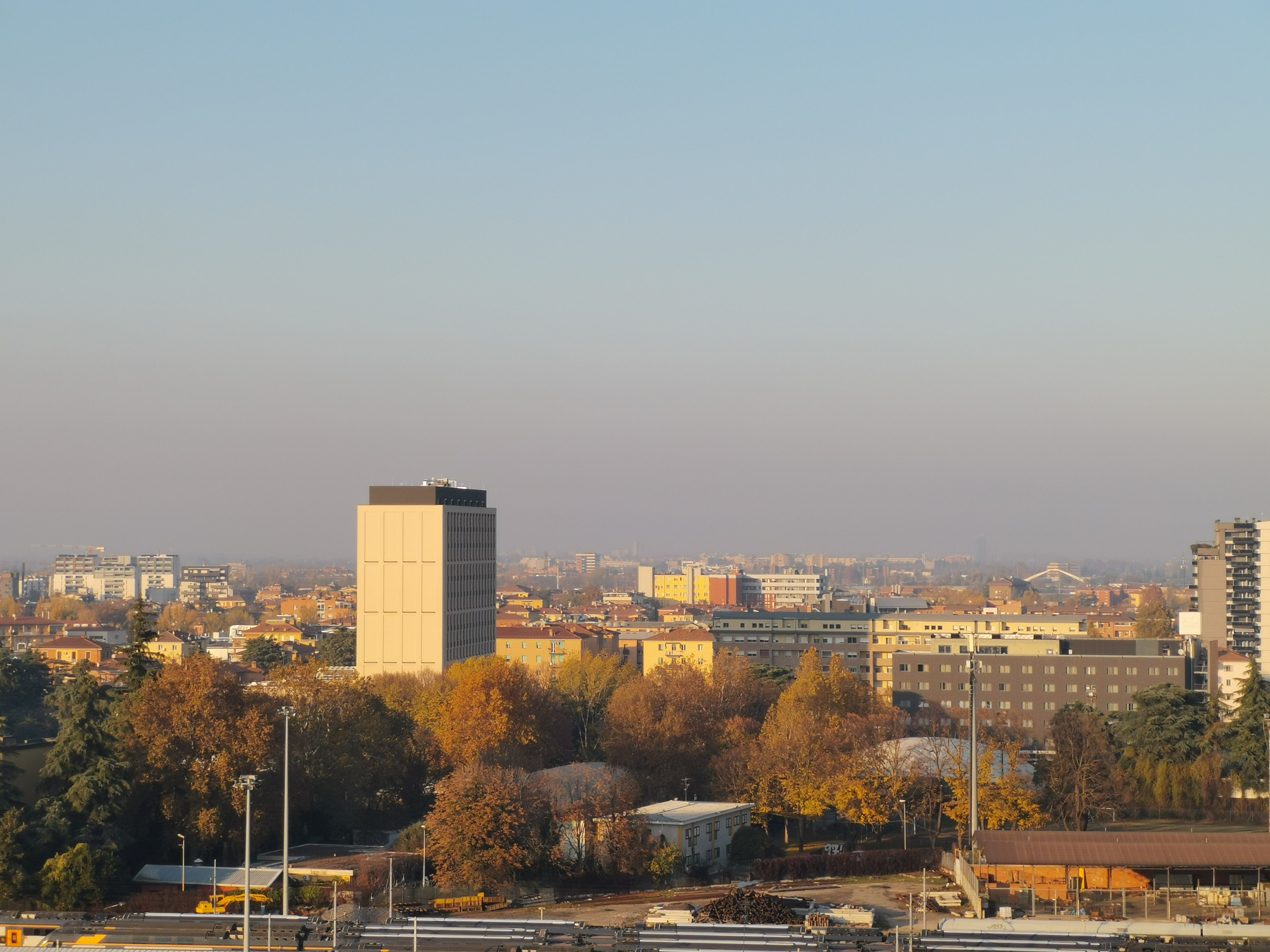
Veduta sulla Bolognina dal ponte di Via Stalingrado; svetta l’edificio del nuovo Studentato di via Serlio, prominente rispetto allo skyline del quartiere

Per i giovani residenti un elemento importante è il senso di appartenenza, la possibilità di partecipare, soprattutto in contrasto rispetto ad altre realtà urbane (ad es. i quartieri centrali) che sono percepite come esclusive:
(Riccardo Franchini, 23 anni pre-2019, studente originario di Taranto)
La percezione della qualità della vita, della partecipazione e degli spazi pubblici è influenzata da diversi fattori, tra cui la storia del quartiere, le caratteristiche della popolazione residente e le politiche di riqualificazione urbana.
Si evidenziano tre prospettive diverse sulla partecipazione urbana e sulla costruzione sociale dello spazio:
- la prospettiva istituzionale, che vede la partecipazione come strumento di dialogo tra cittadini e istituzioni;
- la prospettiva spontanea, che vede la partecipazione come strumento di autodeterminazione collettiva;
- la prospettiva militante, che vede la partecipazione come strumento di sottrazione ai meccanismi di conciliazione tra governo e abitanti.

Queste tre prospettive riflettono diverse concezioni di cittadinanza e di democrazia urbana.

##### Strumenti partecipativi
L'amministrazione comunale ha promosso diversi strumenti di partecipazione, tra cui i Laboratori di riqualificazione, che hanno coinvolto cittadini, associazioni e istituzioni. Al di fuori dei Laboratori, si sono sviluppate diverse iniziative di partecipazione spontanea, che hanno dato vita a spazi di aggregazione e di socialità orizzontale.

##### Spazi pubblici
L'amministrazione comunale ha investito nella riqualificazione degli spazi pubblici del quartiere, con l'obiettivo di renderli più fruibili e attrattivi. Le testimonianze degli abitanti, però, mostrano una forte divergenza tra l'immagine prodotta dal Comune e il vissuto spaziale dei residenti. I residenti apprezzano gli spazi pubblici che offrono opportunità di socialità e di incontro, mentre criticano quelli che sono percepiti come spazi di consumo o di controllo.

#### Immagine del quartiere
La Bolognina è un esempio emblematico del processo di fissione del segno città e delle contraddizioni dei processi di rigenerazione urbana.
Questi processi, infatti, favoriscono la trasformazione di spazi pubblici e privati in merce, contribuendo alla riduzione delle comunità urbane a meri attori paradigmatici.
La ri-funzionalizzazione della Bolognina ha trasformato la natura delle comunità residenti insieme alle forme di socialità radicate nel quartiere. Il branding urbano che ha interessato il quartiere si è rivelato funzionale alla promozione di determinati stili d’uso dello spazio pubblico e privato, producendo una specifica “politica della visibilità” che caratterizza da diversi anni la pianificazione strategica dello spazio urbano bolognese.
La città contemporanea è caratterizzata da un processo di disallineamento tra spazialità e socialità, ovvero da una perdita di corrispondenza tra le strutture materiali (l’abitato) e le strutture sociali (la comunità). Questa separazione ha portato alla marginalizzazione delle comunità urbane, prive della capacità di incidere sul proprio spazio di vita.
Una delle letture di questo processo deve necessariamente richiamare le modalità di accumulazione per espropriazione, ovvero le dinamiche di sostituzione messe in atto dalle politiche neoliberali. La città contemporanea è infatti diventata un luogo privilegiato per la produzione di profitto, attraverso la trasformazione di spazi pubblici e privati in merce.
Il quartiere Bolognina di Bologna è un esempio emblematico di questo processo. Fino alla fine degli anni 1970, il quartiere era un tipico quartiere operaio, con una forte identità comunitaria e un tessuto sociale e culturale vivace.
A partire dagli anni Ottanta, il quartiere ha iniziato a trasformarsi in chiave post-industriale. Lo sviluppo infrastrutturale legato al terziario ha aperto il quartiere a una nuova vocazione commerciale.
I processi di rigenerazione urbana messi in atto dal Comune di Bologna hanno contribuito a questa trasformazione, favorendo l’insediamento di attività commerciali e servizi. Processi che, tuttavia, non sono stati neutri. Sono diventati dei dispositivi per il disciplinamento della popolazione e per ottemperare alle necessità di mercato sottese alle esigenze della rigenerazione.
Questo si è riscontrato a partire dal ruolo asimmetrico degli investitori privati, che hanno avuto un peso decisivo nelle scelte di intervento, e dall’intervento tecnico (con la contestuale sottrazione di ambiti di mediazione) che ha spesso caratterizzato i lavori dei "Laboratori di partecipazione".
I Laboratori di partecipazione, infatti, sono stati spesso utilizzati come uno strumento per legittimare le scelte dell’amministrazione comunale, senza garantire un reale coinvolgimento dei cittadini.
La molteplicità dei diversi soggetti e attori coinvolti nel processo di rigenerazione urbana sottolinea una discontinuità rispetto alla narrazione istituzionale. Questa discontinuità evidenzia la natura delle fratture, spesso conflittuali, che investono lo spazio urbano sia in termini materiali che di ordine del discorso.
La ri-funzionalizzazione della Bolognina diventa allora un caso esemplare attraverso cui mostrare le contraddizioni dei processi di rigenerazione urbana. Questi processi, infatti, trasformano la natura delle comunità residenti insieme alle forme di socialità radicate nel quartiere.
Il branding urbano che ha interessato parte della “città della ferrovia” si è quindi rivelato funzionale alla promozione di determinati stili d’uso dello spazio pubblico e privato, producendo una specifica “politica della visibilità” che caratterizza da diversi anni la pianificazione strategica dello spazio urbano bolognese.
Ecco alcuni esempi concreti di come si sono manifestate le contraddizioni dei processi di rigenerazione urbana nella Bolognina:
- trasformazione di spazi pubblici in spazi commerciali: la riqualificazione del mercato ortofrutticolo, ad esempio, ha portato alla chiusura di alcuni banchi storici e all’apertura di nuovi negozi di abbigliamento e di prodotti di lusso;
- gentrificazione: la trasformazione del quartiere in un polo commerciale e culturale ha attirato nuovi residenti, spesso con un reddito più elevato, che hanno contribuito a modificare la composizione sociale del quartiere;
- perdita di spazi di socialità: la riqualificazione di alcuni spazi pubblici ha comportato la perdita di spazi di socialità informale, come ad esempio i giardini pubblici e le piazze.

Queste trasformazioni hanno avuto un impatto significativo sulla vita dei residenti del quartiere, sia dal punto di vista materiale che simbolico.
Dal punto di vista materiale, i residenti hanno visto cambiare il proprio quartiere, con la chiusura di negozi storici e la trasformazione di spazi pubblici.
Dal punto di vista simbolico, i residenti hanno visto cambiare la propria identità, con la perdita di un senso di comunità e di appartenenza al quartiere.
Il caso del quartiere Bolognina mostra come i processi di rigenerazione urbana siano spesso portatori di contraddizioni e di conflitti. È importante, quindi, che questi processi siano pensati e realizzati in modo partecipativo e inclusivo, coinvolgendo le comunità locali e garantendo la tutela dei diritti dei cittadini.

##### "I love Bolognina"

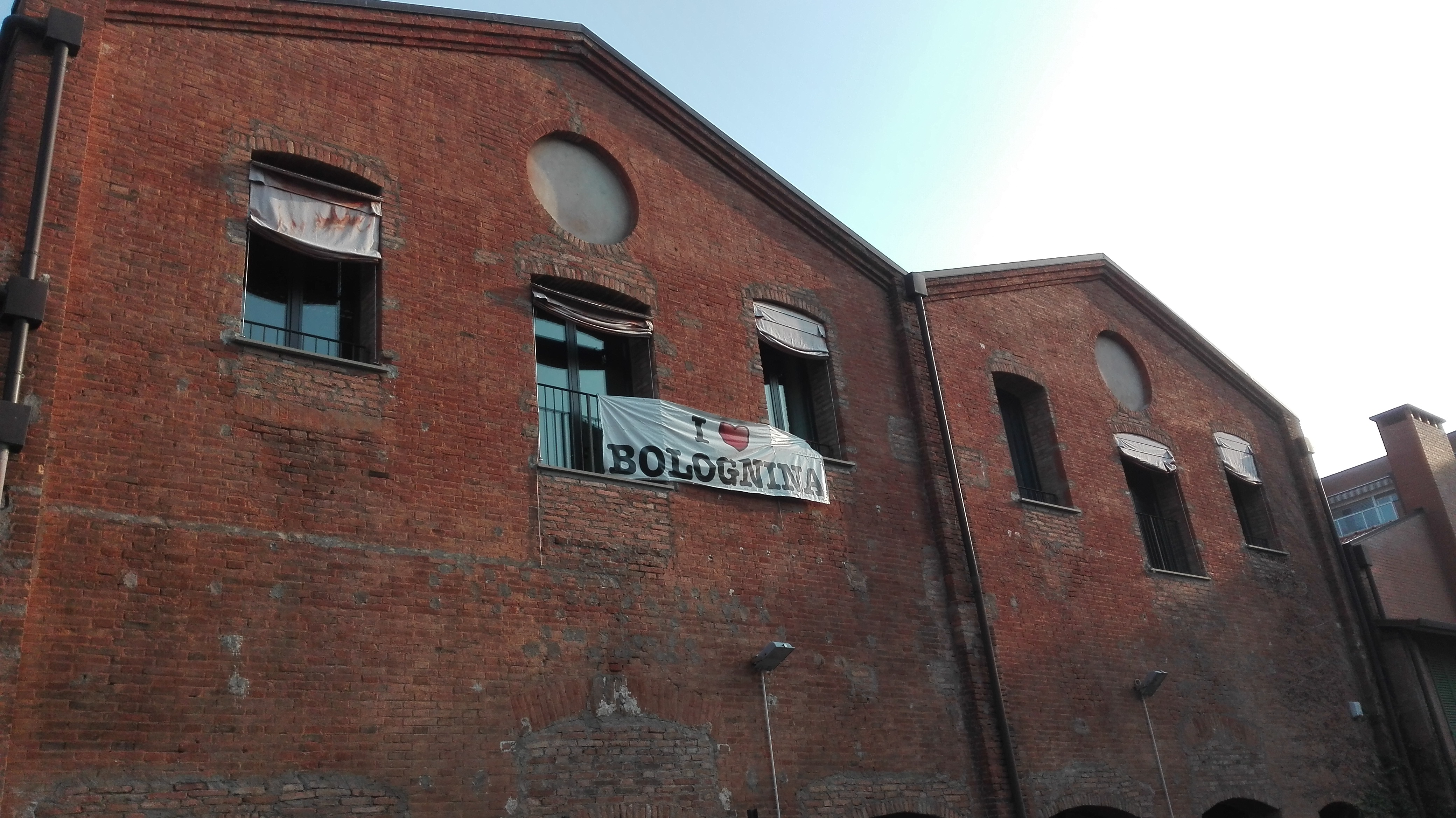
Facciata dell'ex deposito tranviario della Zucca, oggi Museo per la memoria di Ustica. Appeso alle finestre uno striscione recante la frase I love Bolognina, ivi affissa durante una delle numerose iniziative culturali lì intrattenute

"I love Bolognina" è un progetto che mira a promuovere l'identità e la vivacità del quartiere Bolognina.
Il progetto comprende il logo promozionale omonimo, ispirato allo slogan "I love New York" di Milton Glaser. È stato lanciato il 25 febbraio 2017 al mercato di via Albani.
L'idea del logo è nata dalla giornalista del Carlino Benedetta Cucci, ed è stato realizzato dal designer bolognese Davide Dall'Olio.
Il logo è stato promosso attraverso i social media, con un canale Instagram dedicato. È inoltre possibile acquistare gadget con il logo, il cui ricavato verrà utilizzato per sostenere progetti di riqualificazione del quartiere.

### Criminalità

#### Anni '80 e '90
Famosa fu la banda Bechis, anche nota come "banda della Bolognina", che agì nel rione tra il 1987 e il 1992.
A partire dagli anni ’90, la crisi industriale ha portato alla chiusura delle principali fabbriche del quartiere, con conseguenti fenomeni di degrado e marginalità. In questo contesto si è assistito anche a un aumento dei flussi migratori, provenienti principalmente da paesi extraeuropei.

#### Dagli anni duemila a oggi
La Bolognina, a partire dagli anni durante i quali vide un massivo ingresso di immigrati in rione, sia italiani che non, è entrata nell'immaginario collettivo bolognese come uno dei quartieri più pericolosi della città, sebbene recentemente interventi di riqualificazione e di contrasto al degrado da parte del Comune stiano capovolgendo l'opinione pubblica un tempo complessivamente negativa della zona.

#### Devianza giovanile

##### Radice del problema
Una delle problematiche più rilevanti che affligge la Bolognina è la devianza giovanile. Attraverso le ricostruzioni giornalistiche e alcuni riscontri diretti mediante interviste, emerge che la Bolognina si discosta nettamente tra tutti i rioni del Quartiere Navile in merito alla questione della criminalità giovanile, elevandola a una delle problematiche più dibattute, mentre sembrerebbe quasi assente, al contrario, nelle altre zone.
A differenza di un altro rione del Navile come Corticella, caratterizzato da forte coesione e senso identitario da parte dei cittadini, che consente un buon controllo del territorio da parte delle istituzioni (scuola, amministrazione locale) tale da prevenire o arginare fenomeni di devianza di gruppo, la Bolognina sembrerebbe, dagli anni 2000-2010, carente di queste virtù. La Bolognina è un'area che, nel corso della storia, ha portato maggiori cambiamenti, primi tra tutti la sua multietnicità. La presenza di queste nuove migrazioni, come si è riscontrato in altri contesti quali Genova e Milano, conduce a nuove sfide per la società che deve oggi rapportarsi non più solamente con un'immigrazione tutt'al più interna, ma con decine di culture straniere e deve fare i conti con le realtà delle seconde generazioni nate in Italia che premono per un loro totale riconoscimento all'interno del contesto in cui vivono.
multiculturalità, perché sono ragazzi che sono nati qui e risentono meno delle
origini della famiglia, però non sono italiani a tutti gli effetti e non sono
riconosciuti come tali dal gruppo dei pari, quindi certamente questa è una
difficoltà nuova, ma non è la difficoltà principale, la difficoltà principale sta
nel fatto che il personale scolastico non è del tutto preparato ad affrontare
queste situazioni, non essendo preparati i professori, non tutti naturalmente,
vengono fuori tutte una serie di piccole distorsioni che rischiano di mettere al
margine ragazzi e quindi di spingerli di fatto verso il gruppo che ha
determinate caratteristiche, che si auto ghettizza all’interno della classe o
all’interno del quartiere.»
(Dirigente scolastico di una scuola in Bolognina)
Diversi sono anche i progetti promossi dal territorio per coinvolgere i giovani con forte disagio sociale. Vi sono ad esempio gruppi socio educativi organizzati dal Quartiere e dal Comune che si tengono in centri quali la Casetta del Demanio, Corte 3, la Casetta Explosion; da questi centri si cerca di trovare punti di contatto e di interesse per i giovani, ad esempio alla Minganti è stato organizzato il progetto “Vuoi essere DJ?”.
La prima ondata di immigrazione è stata relativamente più semplice da affrontare per la scuola; i nuovi arrivati (gli studenti) avevano come obiettivo quello dell’alfabetizzazione raggiunto il quale potevano ritenersi soddisfatti. Oggi vi è la presenza di cittadini stranieri che sono di fatto già integrati nella società, sanno già parlare l’italiano, sempre la società la conoscono benissimo dall’interno.
L’accentuazione del fenomeno della devianza giovanile viene talvolta imputato all’età adolescenziale dei giovani immigrati o italiani di prima e seconda generazione, nonché dalla mancata protezione da parte del tessuto sociale e familiare tipico del ragazzo bolognese:
Le seconde generazioni rappresentano una sorta di ibrido all'interno di una multiculturalità. Sono ragazzi che sono nati qui e risentono meno delle origini della famiglia, però non sono italiani a tutti gli effetti e non sono riconosciuti come tali dal gruppo dei pari. Questa situazione può generare un senso di insoddisfazione e di marginalizzazione che può sfociare in forme di devianza, prima fra tutte quella delle bande giovanili.

##### Baby gang
Tra i primi a diffondere informazioni rilevanti sulla condizione delle organizzazioni giovanili di strada si collocano le testate locali, che documentano, nel periodo compreso tra il 2009 e il 2011, la proliferazione del fenomeno noto come "baby gang".
Le informazioni concernenti le associazioni giovanili presenti negli ambienti pubblici e le manifestazioni di comportamenti antisociali sono corroborate anche dalle testimonianze fornite dalla polizia municipale. Quest'ultima attesta l'esistenza di varie formazioni giovanili operanti sul territorio. Tuttavia, afferma che la presenza di vere e proprie baby gangs non sia elevata, e che sia a conoscenza solo di gruppi dotati di logo di riconoscimento, come "BW".
Secondo un funzionario delle forze dell'ordine a livello comunale, la problematica delle gang giovanili è un fenomeno concreto, con particolare riferimento alla seconda metà degli anni 2000, durante la quale si è osservato un costante aumento di tale fenomeno. Questa tendenza ha suscitato imitazioni anche tra i soggetti più giovani. Dalle ricostruzioni effettuate, emerge che la zona della Bolognina e il quartiere Navile hanno sperimentato la presenza di una specifica "baby gang", identificata come i "Bolognina Warriors".

###### Bolognina Warriors (BW)
I primi eventi associati ai BW si verificano nel periodo compreso tra dicembre 2010 e marzo 2011. Durante questo periodo, il tribunale minorile emana provvedimenti per due ragazze di età superiore ai quattordici anni appartenenti ai BW, ordinando il loro inserimento in comunità.
I Bolognina Warriors sembrano essere un'imitazione di una precedente banda scioltasi circa quindici anni prima, dalla quale hanno ereditato sia il nome che il modus operandi. I comportamenti antisociali loro attribuiti variano da atti vandalici a gravi reati, come ad esempio quello risalente a marzo 2011, che include l'accusa di rapina aggravata (a causa della commissione da parte di più individui) e lesioni.
La prima istituzione ad analizzare in maniera dettagliata la cronaca relativa a questa giovane associazione criminale, conosciuta colloquialmente come "baby banda", è stata la divisione della polizia municipale del quartiere Navile. Tale indagine ebbe inizio in seguito a una rissa verificatasi il 27 gennaio del 2011, nelle vicinanze delle scuole medie della Bolognina, sebbene non si faccia riferimento esplicito all'evento in questione.
I membri della banda solitamente si univano all'organizzazione in età precoce, prevalentemente durante il primo anno delle scuole medie, talvolta anche nell'ultimo anno delle scuole elementari. La composizione del gruppo abbraccia un'età che va dai 10-11 ai 16 anni, coinvolgendo quindi l'intero arco dell'adolescenza. Il gruppo è caratterizzato da una presenza equilibrata di individui di entrambi i sessi, senza una netta distinzione di ruoli predefiniti tra i membri. Tra i tre leader emergenti all'interno dell'organizzazione, è interessante notare la presenza di una ragazza.
Le ragazze all'interno del gruppo si distinguono per la loro audacia, che sembra derivare da una piena adesione ai principi del gruppo e dalla ricerca di riconoscimento. Si sottolinea che esse osano più dei loro coetanei maschi e sono descritte come "individui terribili", più inclini a sfuggire al controllo degli adulti. Questa caratterizzazione potrebbe riflettere un atteggiamento di sfida e ribellione nei confronti delle norme sociali convenzionali.
I Bolognina Warriors sono principalmente giovani immigrati, spesso appartenenti alle seconde generazioni nate in Italia, con una preponderanza di individui di origini magrebine e senegalesi. Tuttavia, va notato che all'interno di questo contesto non manca la presenza di figure di nazionalità italiana. In particolare, tra i membri di spicco del gruppo, noti come "opinion leader", due di essi sono fratelli di origini calabresi, mentre il terzo è di origine marocchina, ma è nato e cresciuto in Italia.
L'elevata rappresentanza di giovani immigrati in questo gruppo è correlata principalmente ai flussi migratori concentrati nell'area della Bolognina. Questa zona è diventata un punto d'incontro e di insediamento per diverse comunità, contribuendo alla formazione di un gruppo multiculturale. Nonostante la diversità etnica e culturale dei membri, essi condividono un'esperienza comune come seconda generazione di immigrati in Italia, influenzando le dinamiche interne.
Un aspetto distintivo è il legame dei membri con il territorio, evidenziato dal nome del gruppo, Bolognina Warriors, che richiama l'area di residenza della maggioranza dei componenti. Questa identificazione territoriale assume rilevanza nell'identità collettiva del gruppo.
Tuttavia, questa identificazione territoriale non limita la dinamicità del gruppo, che è in grado di spostarsi senza conflitti territoriali, ad esempio con il quartiere del Pilastro. L'espansione al di fuori della base territoriale può essere motivata dalla ricerca di opportunità o dalla necessità di individuare nuovi luoghi di distribuzione, come il parco Bentivogli in San Donato o il giardino della Montagnola.
La dinamicità e agilità nelle traslocazioni costituiscono un tratto distintivo dei BW, che li differenzia significativamente dalle convenzionali bande di strada. Un altro elemento rilevante che contribuisce alla loro identità è l'assenza di conflitti con gruppi limitrofi.
La manifestazione aggiuntiva di un profondo legame al territorio da parte degli appartenenti al gruppo BW si evidenzia nei soprannomi adottati dai giovani su piattaforme di social networking come Facebook. Nella stragrande maggioranza dei loro profili, oltre al nome personale, si fa uso del toponimo corrispondente alla zona di residenza, come nel caso specifico della Bolognina per i membri dei BW. Analogamente, si osserva l'adozione di appellativi territoriali quali Pilastro per i "Pilastrini" e San Donato per i membri del gruppo "San Donato Criminals".
Nonostante la flessibilità geografica della fazione, le autorità locali hanno individuato punti focali vicino alla Bolognina, come la piazza dell'Unità, l'incrocio tra via Tibaldi e Matteotti, la struttura nota come "Casetta Explosion" e la via vicina alla residenza dei capi. Pertanto, è plausibile affermare che tali siti di convergenza rappresentino spazi di carattere pubblico, comprendenti piazze, vie e occasionalmente, sebbene meno frequentemente, parchi.
Esaminando la configurazione della formazione del gruppo,emerge la sua dinamicità intrinseca, con la facilità di movimento nel territorio e la propensione ad accogliere giovani contingenti nell'entità collettiva. Dai dossier investigativi risulta che il nucleo delle giovani fazioni conta circa quindici individui, ai quali si aggiungono o si separano altri elementi in base alle circostanze, talvolta provenienti da zone limitrofe con una simile matrice sociale degradata, come San Donato, Pilastro, eventualmente Barca.
Dalle narrazioni fornite dai testimoni privilegiati, emerge che la cosiddetta "baby gang" dei Bolognina Warriors si discosta significativamente dai tratti distintivi di una tipica street gang. Primo fra tutti, manca un chiaro dominio del territorio da parte del gruppo, e non sembra essere impegnato nella difesa di tale territorio da bande rivali. Inoltre, la struttura del gruppo si caratterizza per la sua fluidità e mancanza di stabilità. L'immagine complessiva suggerisce più l'idea di un insieme di giovani problematici che si aggregano tra loro, perpetrando episodi di bullismo che occasionalmente sfociano in atti criminali, come evidenziato nel marzo del 2011. Non emergono, pertanto, elementi che suggeriscano la presenza di una pianificazione organizzata.
Negli spazi urbani designati con l'acronimo "BW" emerge la notevole assenza di un chiaro intento criminale, distinguendosi per la mancanza di coinvolgimento nel traffico di sostanze stupefacenti, l'astensione da attività delittuose predatorie caratterizzate da una pianificazione accurata, nonché l'assenza di coinvolgimento in conflitti armati con altre aggregazioni criminali.
L'osservatore nelle attività delle comunità sudamericane a Genova e Milano, confrontate con quelle dei Bolognina Warriors (BW), rileva l'associazione spesso attribuita alle persone di discendenza latinoamericana con organizzazioni criminali, in disaccordo con i ricercatori genovesi. L'analisi tra le bande Latin Kings (LK) e Neta a Genova e Milano e i Bolognina Warriors a Bologna indica radici comuni nell'emarginazione sociale delle classi svantaggiate e degli immigrati. Sebbene i Bolognina Warriors manchino dell'omogeneità culturale dei Latin Kings, legata alla terra d'origine e alle tradizioni, entrambi i gruppi si identificano collettivamente come risposta a difficoltà socioeconomiche.
In questo contesto, i Latinos (LK e Netas) mostrano una struttura più organizzata rispetto ai Bolognina Warriors. Ogni membro ha un ruolo definito e una chiara gerarchia con "re" e "regine". Quest'organizzazione facilita i contatti con comunità latine in diverse città, come dimostrato dagli interscambi tra Genova e Milano o tra Milano e Piacenza. Prospetticamente, i Bolognina Warriors appaiono più disorganizzati e eterogenei, uniti principalmente dalle sfide personali anziché da obiettivi comuni. La mancanza di una struttura organizzativa definita potrebbe riflettere la diversità delle realtà del gruppo, unite dalla condivisione di svantaggi economici e sociali piuttosto che da elementi culturali, come nel caso della comunità latina.
Se riprendiamo la definizione di gang stilata da Eurogang, il gruppo dei Bolognina Warriors sembrerebbe ricadervi:
elsewhere) is any durable, street-oriented youth group whose involvement in
(Eurogang)
I BW presentano infatti i seguenti elementi distintivi di una banda:
- Si incontrano in spazi pubblici.
- Hanno almeno tre membri.
- Sono un gruppo duraturo, attivo dal 2010 al 2011.
- I membri hanno un’età compresa tra gli 11 e i 16 anni.
- Sono coinvolti in attività illecite, come atti vandalici, furti e rapine.
- I membri si identificano nel gruppo, che considerano come una prima famiglia.

Tuttavia, i BW non sembrano presentare un orientamento verso la devianza. Le loro attività illecite sono più frutto dell’estro del momento che di un’attività pianificata.
Altri fattori che contribuiscono a definire i BW come una banda sono:
- La presenza di minoranze etniche all’interno del gruppo.
- L’utilizzo di simboli e di un abbigliamento che ricorda quello della cultura “gangster”.
- Le scelte musicali.

Sulla base di queste considerazioni, i BW possono essere considerati una banda, ma non propriamente un gruppo criminale. La maggior parte dei membri, col tempo, verrà riassorbita dal tessuto sociale. Tuttavia, è possibile che alcuni di loro, con la stessa probabilità, abbiano intrapreso una vera e propria carriera criminale, indipendentemente dal gruppo.

###### Sottocultura delinquente
Le manifestazioni comportamentali contrarie alle norme sociali, riscontrabili nell'ambito del gruppo noto come "Bolognina Warriors", possono essere interpretate mediante l'applicazione del concetto di sottocultura delinquente coniato da Cohen. Tale sottocultura si connota per la sua natura "gratuita, maligna e distruttiva" (Cohen, 1963:22). Le azioni intraprese, quali il furto di oggetti o aggressioni verso individui anziani, si delineano come intrinsecamente prive di motivazioni razionali o finalità utilitaristiche.
In particolare, la condotta perpetrata nel contesto del centro per anziani, caratterizzata da un furto di telefono cellulare durante la stagione natalizia, evidenzia la percezione dell'iPhone come simbolo di status socioeconomico, il quale, in mancanza, determinerebbe una mancanza di forza sociale. Questa comprensione può essere ricondotta a una dinamica di appartenenza al contemporaneo e all'adattamento ai dettami temporali.
Tuttavia, la trascrizione di un episodio in cui si registra un'aggressione verbale e quasi fisica rivolta a un signore anziano, ex partigiano, introduce un elemento di particolare dissonanza. Tale evento suscita perplessità in quanto il signore coinvolto aveva reagito in modo appropriato a un affronto, secondo quanto riportato da un dirigente di una scuola nell'area di Bolognina. Tale comportamento deviante costituisce un punto di incomprensione, poiché la vittima, in virtù del suo passato e della sua giusta offesa, appare come un soggetto indifeso e rispettabile.
In questo contesto, l'analisi sociologica rivela la complessità delle dinamiche comportamentali all'interno della subcultura del Bolognina Warriors, mettendo in luce l'interplay tra la ricerca di status sociale attraverso il furto di simboli di prestigio e l'aggressione deviante rivolta a individui vulnerabili, quale espressione di un'identità di gruppo controversa e multifacetica.
L’essenza di questo gruppo si distingue dalla figura del criminale professionista per la sua notevole versatilità, abbracciando una varietà di comportamenti antisociali quali furti, vandalismo e aggressioni, senza specializzarsi in un illecito specifico. L'insediamento di una subcultura di questo tipo richiede un contesto favorevole, attraente per individui con problematiche di adattamento e privi di un adeguato quadro di riferimento per risolvere i propri dilemmi. Storicamente, la Bolognina ha funto da ambiente per realtà marginali, originariamente come quartiere operaio per immigrati meridionali e oggi come area multietnica per nuovi residenti.
Il perseguimento dell'edonismo immediato, inteso come ricerca di piacere istantaneo, si origina da una subcultura familiare incapace di proiettarsi verso obiettivi a lungo termine o progetti futuri. Tale modello subculturale, in contrasto con la norma sociale predominante, crea un "conflitto culturale" per i giovani, simile al fenomeno nelle generazioni di immigrati. La forza del gruppo risiede nella sua capacità di catalizzare comportamenti e tratti caratteriali attraverso una sorta di "reazione chimica", che potrebbe non emergere individualmente. Applicando il paradigma di Cohen alla delinquenza giovanile di gruppo, come nel caso dei Bolognina Warriors, si può concludere che essi rientrano nel modello di banda di strada delineato da Cohen.

### Lingue e dialetti
Oltre all'italiano e alla sempre meno parlata lingua emiliana nella sua variante bolognese, nel quartiere sono ampiamente diffuse le lingue d'immigrazione straniera, come arabo, rumeno, albanese e cinese.

## Cultura

### Istruzione

#### Scuole primarie
Trovano sede nel rione le scuole primarie Acri, Federzoni, Grosso, Testoni e Zappa.

#### Scuole secondarie
In Bolognina è sito l'Istituto di Istruzione Superiore Aldini Valeriani, uno degli istituti tecnici più importanti della città. Tra le altre scuole superiori è degno di nota il Liceo Scientifico Albert Sabin. Gli Istituti Salesiani e l'Istituto Maria Ausiliatrice, entrambi parte del complesso della chiesa del Sacro Cuore di Gesù, compreso di oratorio e palestra, sono le principali scuole paritarie della zona.
In zona Arcoveggio sono siti il CNR (acronimo di "Consiglio Nazionale delle Ricerche"), l'INAF, Istituto Nazionale di Astrofisica di Bologna e l'ENEA (acronimo di "Agenzia nazionale per le nuove tecnologie, l'energia e lo sviluppo economico sostenibile").

### Biblioteche
È presente una biblioteca di quartiere: la Biblioteca Casa di Khaoula.

### Teatri e Cinema

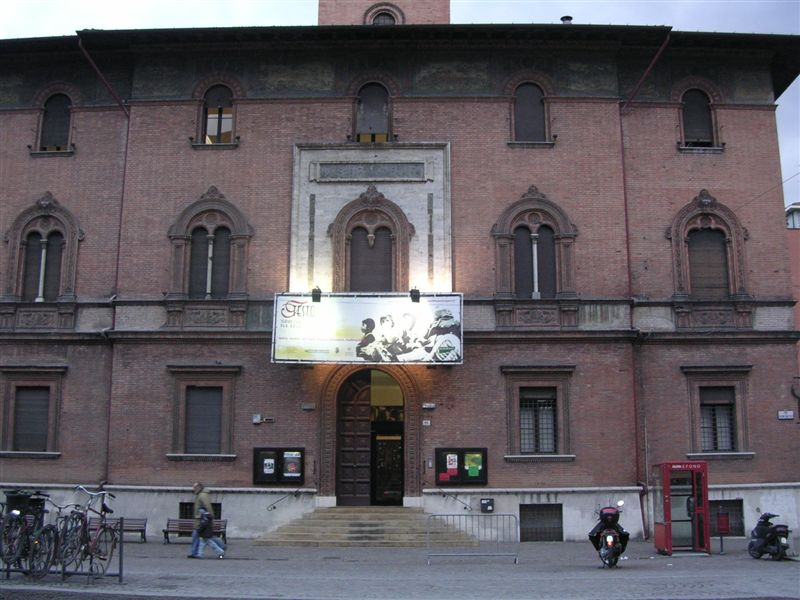
Il Teatro Testoni, visto da via Matteotti

In Bolognina, esattamente di fronte alla chiesa del Sacro Cuore, ha sede il Teatro Testoni, specializzato nelle rappresentazioni per bambini e ragazzi.
All'interno del parco del DLF (ex Dopolavoro Ferroviario) è presente il cinema all'aperto dell'Arena Puccini.

### Musei

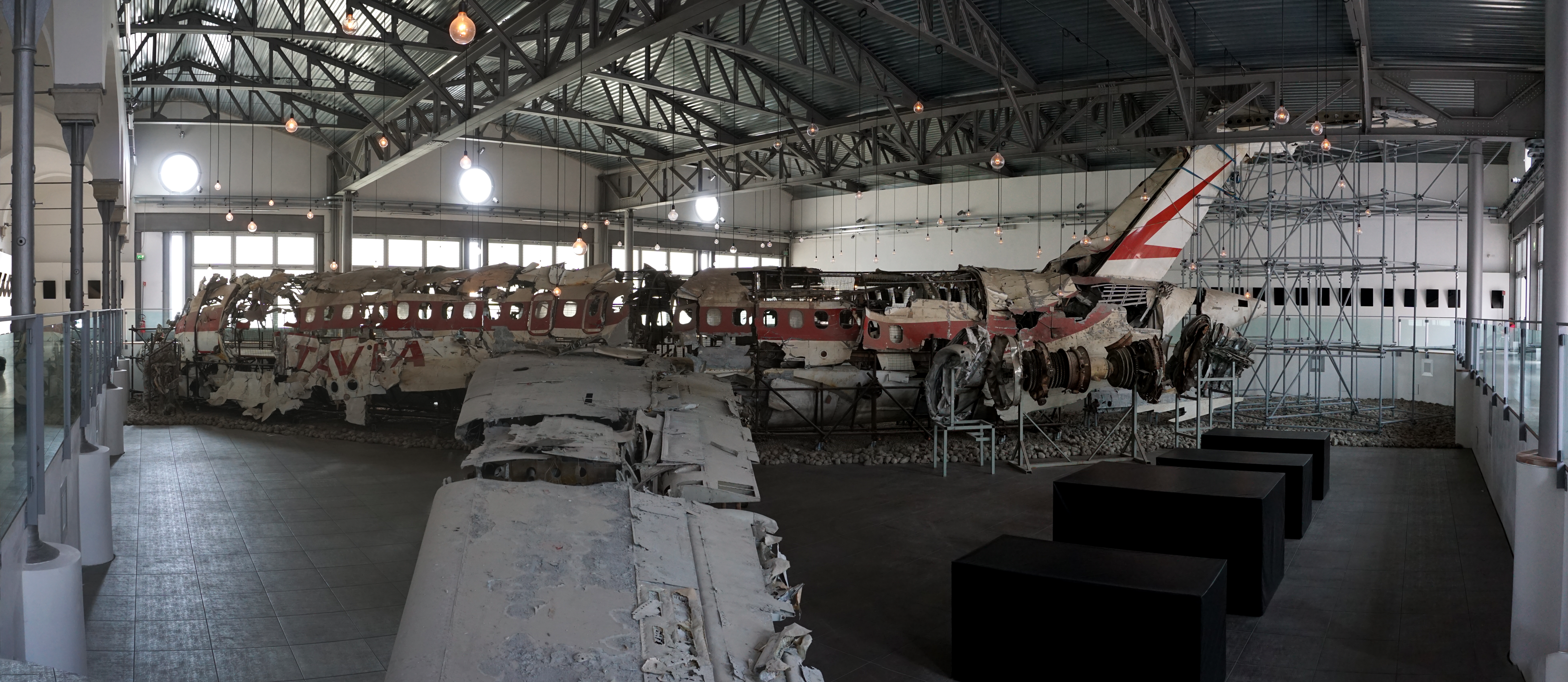
I resti del velivolo abbattuto nella strage di Ustica, conservato in Bolognina nel museo dedicato

Nel quartiere, presso l'ex deposito tranviario della Zucca, si trova il Museo per la memoria di Ustica, che conserva i resti del DC-9 abbattuto in occasione della strage di Ustica.

### Spazi autogestiti

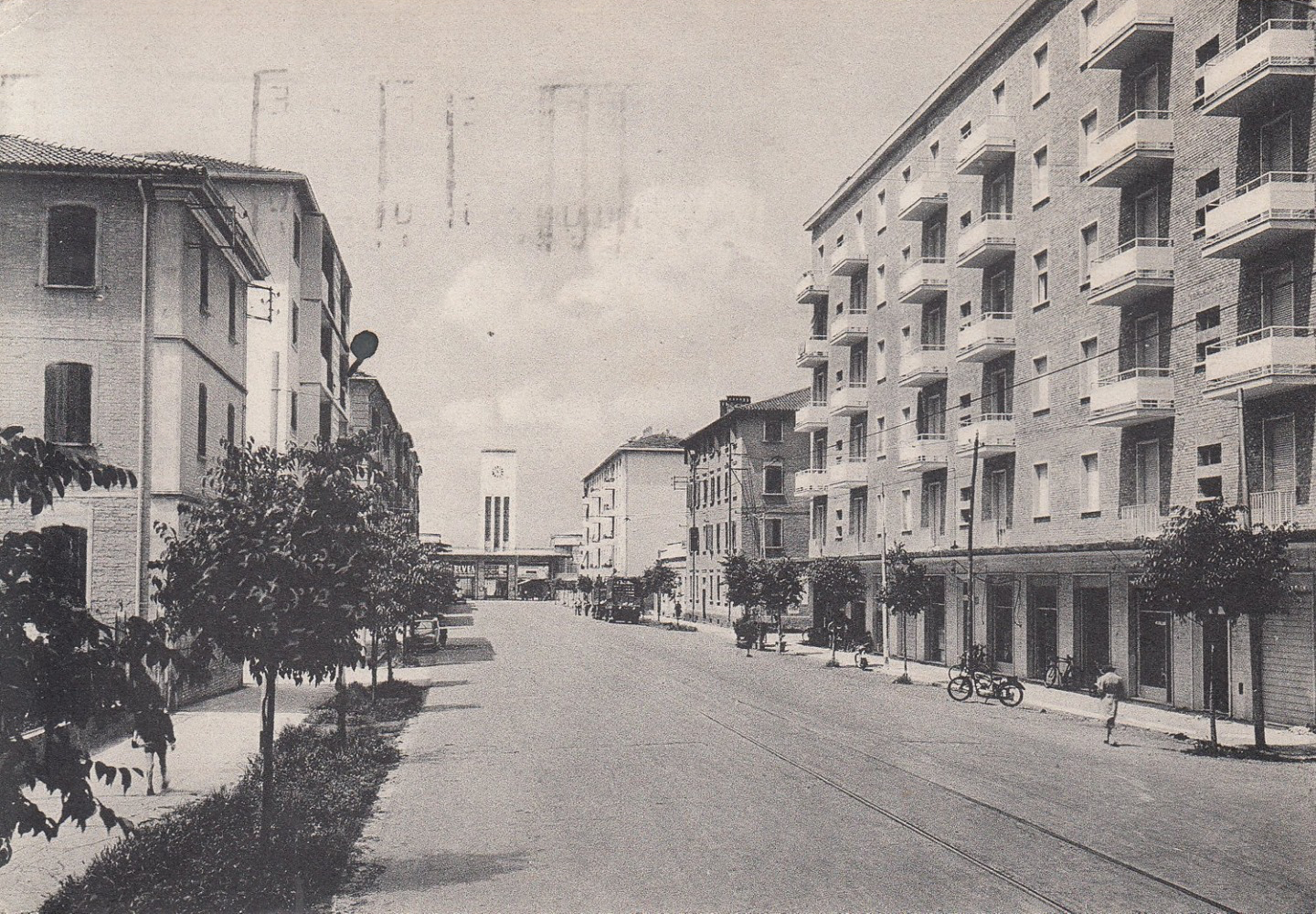
Via Pellegrino Tibaldi nel 1950, in direzione del Mercato Ortofrutticolo. Sono visibili i binari della rete tranviaria di Bologna dell'epoca

Sempre in Bolognina era situato lo spazio autogestito dell'XM-24, sigla per "ex-Mercato Ortofrutticolo 24", istituito nel 2002, durante l'allora mandato Guazzaloca, l'unico di centro-destra nella storia della città dal secondo dopoguerra. Lo sgombero del centro sociale, avvenuto nell'estate del 2019 su iniziativa comunale, al fine di costruirvi degli edifici da adibire al cohousing, fu mediaticamente cavalcato, dunque reso famoso, dal leader della Lega Matteo Salvini, senza evitare però proteste da parte di simpatizzanti a difesa degli occupanti.

## Politica
La Bolognina è comunemente riconosciuta come baluardo bolognese e italiano della Sinistra, sia essa comunista o moderata. Senza riguardo della moda di voto degli altri quartieri e/o zone, la Bolognina ha sempre prediletto, senza eccezioni lungo l’asse temporale che, dal secondo dopoguerra, porta ad oggi, candidati di sinistra in qualunque votazione ufficiale, i cui dati elettorali specifici del rione siano stati registrati, nonché sempre presentato alle urne le maggiori affluenze comunali.

### Svolta della Bolognina

Il logo del Partito Democratico della Sinistra (PDS)

Nell’ex-quartiere ci fu la celebre "svolta della Bolognina", ovvero il processo politico che dal 12 novembre 1989, giorno dell'annuncio della svolta stessa, porterà il 3 febbraio 1991 allo scioglimento da parte del segretario Achille Occhetto del Partito Comunista Italiano e alla sua confluenza nel Partito Democratico della Sinistra.
Negli anni '80, il Partito Comunista Italiano (PCI) era il primo partito italiano, con oltre 14 milioni di iscritti. Tuttavia, la caduta del Muro di Berlino nel 1989 e la fine del comunismo nell'Europa orientale pose fine alla prospettiva di una rivoluzione socialista mondiale. Il 12 novembre 1989, il segretario del PCI Occhetto annunciò a sorpresa a Bologna che il partito avrebbe dovuto "inventare nuove strade" per unificare le forze di progresso. Occhetto sosteneva che il PCI non poteva più identificarsi con l'Unione Sovietica e che doveva aprirsi al dialogo con le altre forze politiche. L'annuncio della svolta fu accolto con reazioni contrastanti all'interno del PCI. La sinistra del partito, guidata da Armando Cossutta, si oppose alla proposta di Occhetto, sostenendo che il PCI non doveva abbandonare la sua identità comunista. Al XIX Congresso del PCI, tenutosi nel marzo 1990, la mozione di Occhetto fu approvata con il 67% dei voti. La mozione di Cossutta ottenne il 30% dei voti, mentre la mozione di Alessandro Natta, che proponeva un compromesso tra le due posizioni, ottenne il 3%. All'ultimo Congresso del PCI, tenutosi a Rimini nel gennaio 1991, la mozione di Occhetto fu approvata con il 70% dei voti. Il 3 febbraio 1991, il PCI si sciolse e diede vita al Partito Democratico della Sinistra (PDS).
La svolta della Bolognina fu un evento storico che segnò la fine del PCI e l'inizio di una nuova era per la sinistra italiana. Il PDS, che si identificava come un partito socialdemocratico, si unì ai Socialisti Democratici Italiani nel 2007 per formare il Partito Democratico.

### Risultati elettorali

#### Elezioni regionali del 2020
Dati relativi ai risultati dei seggi nella sola Bolognina (37):
|                                                             | Stefano Bonaccini ✔️ Presidente | 10 766               | 66,21 | Partito Democratico      |        |     | 22 |  |  |
| Bonaccini Presidente                                        | Stefano Bonaccini ✔️ Presidente | 10 766               | 66,21 |                          |        | 3   |    |  |  |
| Emilia-Romagna Coraggiosa Ecologista e Progressista         | Stefano Bonaccini ✔️ Presidente | 10 766               | 66,21 |                          |        | 2   |    |  |  |
| Europa Verde                                                | Stefano Bonaccini ✔️ Presidente | 10 766               | 66,21 |                          |        | 1   |    |  |  |
| +Europa - PSI - PRI                                         | Stefano Bonaccini ✔️ Presidente | 10 766               | 66,21 |                          |        | –   |    |  |  |
| Volt Emilia-Romagna                                         | Stefano Bonaccini ✔️ Presidente | 10 766               | 66,21 |                          |        | –   |    |  |  |
|                                                             | Lucia Borgonzoni                | 4 655                | 28,63 | Lega per Salvini Premier |        |     | 14 |  |  |
| Fratelli d'Italia                                           | Lucia Borgonzoni                | 4 655                | 28,63 |                          |        | 3   |    |  |  |
| Forza Italia                                                | Lucia Borgonzoni                | 4 655                | 28,63 |                          |        | 1   |    |  |  |
| Progetto Emilia-Romagna - Rete Civica Borgonzoni Presidente | Lucia Borgonzoni                | 4 655                | 28,63 |                          |        | –   |    |  |  |
| Cambiamo! - Il Popolo della Famiglia                        | Lucia Borgonzoni                | 4 655                | 28,63 |                          |        | –   |    |  |  |
| Giovani per l'Ambiente                                      | Lucia Borgonzoni                | 4 655                | 28,63 |                          |        | –   |    |  |  |
| Seggio di coalizione                                        | Seggio di coalizione            | Seggio di coalizione | 28,63 | 1                        |        |     |    |  |  |
|                                                             | Simone Benini                   | 461                  | 2,84  | Movimento 5 Stelle       |        |     | 2  |  |  |
|                                                             | Domenico Battaglia              | 39                   | 0,24  | Movimento 3V             |        |     | –  |  |  |
|                                                             | Laura Bergamini                 | 95                   | 0,58  | Partito Comunista        |        |     | –  |  |  |
|                                                             | Marta Collot                    | 198                  | 1,22  | Potere al Popolo!        |        |     | –  |  |  |
|                                                             | Stefano Lugli                   | 46                   | 0,28  | L'Altra Emilia-Romagna   |        |     | –  |  |  |
| Totale                                                      | Totale                          | 16 260               | 100   |                          | 16 260 | 100 | 49 |  |  |
|                                                             |                                 |                      |       |                          |        |     |    |  |  |
| Schede bianche                                              | Schede bianche                  | 66                   | 0,40  |                          |        |     |    |  |  |
| Schede nulle                                                | Schede nulle                    | 231                  | 1,39  |                          |        |     |    |  |  |
| Votanti                                                     | Votanti                         | 16 562               | 67,12 |                          |        |     |    |  |  |
| Elettori                                                    | Elettori                        | 24 675               |       |                          |        |     |    |  |  |
|                                                             |                                 |                      |       |                          |        |     |    |  |  |
| Fonte: Comune di Bologna                                    |                                 |                      |       |                          |        |     |    |  |  |

Alle 66 schede bianche e le 231 schede nulle, si devono aggiungere 5 voti contestati non assegnati.

#### Elezioni comunali del 2021
Dati relativi ai risultati dei seggi della sola Bolognina (37):
|                                                       | Matteo Lepore ✔️ Sindaco | 7 424                | 61,98 | Partito Democratico                       |        |     | 16 |  |  |
| Coalizione Civica - Coraggiosa, Ecologista e Solidale | Matteo Lepore ✔️ Sindaco | 7 424                | 61,98 |                                           |        | 3   |    |  |  |
| Matteo Lepore Sindaco                                 | Matteo Lepore ✔️ Sindaco | 7 424                | 61,98 |                                           |        | 2   |    |  |  |
| Anche tu Conti                                        | Matteo Lepore ✔️ Sindaco | 7 424                | 61,98 |                                           |        | 2   |    |  |  |
| Movimento 5 Stelle                                    | Matteo Lepore ✔️ Sindaco | 7 424                | 61,98 |                                           |        | 1   |    |  |  |
| Europa Verde                                          | Matteo Lepore ✔️ Sindaco | 7 424                | 61,98 |                                           |        | 1   |    |  |  |
| Volt Italia – PSI                                     | Matteo Lepore ✔️ Sindaco | 7 424                | 61,98 |                                           |        | –   |    |  |  |
|                                                       | Fabio Battistini         | 3 172                | 26,48 | Fratelli d'Italia                         |        |     | 5  |  |  |
| Lega                                                  | Fabio Battistini         | 3 172                | 26,48 |                                           |        | 3   |    |  |  |
| Bologna ci piace                                      | Fabio Battistini         | 3 172                | 26,48 |                                           |        | 1   |    |  |  |
| Forza Italia – Unione di Centro                       | Fabio Battistini         | 3 172                | 26,48 |                                           |        | 1   |    |  |  |
| Il Popolo della Famiglia                              | Fabio Battistini         | 3 172                | 26,48 |                                           |        | –   |    |  |  |
| Seggio di coalizione                                  | Seggio di coalizione     | Seggio di coalizione | 26,48 | 1                                         |        |     |    |  |  |
|                                                       | Marta Collot             | 540                  | 4,51  | Potere al Popolo!                         |        |     | –  |  |  |
|                                                       | Stefano Sermenghi        | 281                  | 2,35  | Bologna Forum Civico                      |        |     | –  |  |  |
| Italexit                                              | Stefano Sermenghi        | 281                  | 2,35  |                                           |        | –   |    |  |  |
|                                                       | Andrea Tosatto           | 209                  | 1,74  | Movimento 3V                              |        |     | –  |  |  |
|                                                       | Dora Palumbo             | 246                  | 2,05  | Sinistra Unita per Bologna (PRC - PCI)    |        |     | –  |  |  |
|                                                       | Federico Bacchiocchi     | 71                   | 0,59  | Partito Comunista dei Lavoratori          |        |     | –  |  |  |
|                                                       | Luca Labanti             | 35                   | 0,29  | Movimento 24 Agosto - Equità Territoriale |        |     | –  |  |  |
| Totale                                                | Totale                   | 11 978               | 100   |                                           | 11 978 | 100 | 36 |  |  |
|                                                       |                          |                      |       |                                           |        |     |    |  |  |
| Schede bianche                                        | Schede bianche           | 129                  | 1,05  |                                           |        |     |    |  |  |
| Schede nulle                                          | Schede nulle             | 214                  | 1,74  |                                           |        |     |    |  |  |
| Votanti                                               | Votanti                  | 12 327               | 49,27 |                                           |        |     |    |  |  |
| Elettori                                              | Elettori                 | 25 017               |       |                                           |        |     |    |  |  |
|                                                       |                          |                      |       |                                           |        |     |    |  |  |
| Fonte: Comune di Bologna                              |                          |                      |       |                                           |        |     |    |  |  |

1. ↑  Include Azione, Italia in Comune, Centristi per l'Europa, Possibile, Italia Viva e Centro Democratico
2. ↑  Include Articolo Uno, Sinistra Italiana e èViva, col sostegno di DiEM25
3. ↑  Include Partito della Rifondazione Comunista, Partito Comunista Italiano, Partito del Sud e Partito Umanista
4. ↑  Lista legata a Emily Clancy (Coalizione Civica) e Elly Schlein (Emilia-Romagna Coraggiosa/Green Italia); include Articolo Uno, Sinistra Italiana e Possibile
5. ↑  Include Italia Viva e +Europa

Alle 129 schede bianche e le 214 schede nulle, si devono aggiungere 6 voti contestati non assegnati.

## Infrastrutture e trasporti

### Strade urbane
Il cuore del quartiere è Piazza dell'Unità, dalla quale si diramano alcune delle arterie stradali più importanti di tutto il nord della città:
- via di Corticella, che guida a settentrione verso l'omonimo rione, collega la città con Castel Maggiore e la Bassa bolognese settentrionale; si tratta, insieme a via Matteotti, della prosecuzione periferica dell'antica Strada di Galliera.
- via di Saliceto, che delimita i rioni dell'Arcoveggio e della Casaralta fino alle Caserme Rosse e, superata la tangenziale, attraversa il rione di Croce Coperta dirigendosi verso Castel Maggiore come Strada provinciale 45.
- via Ferrarese, che, finendo di inurbarsi per Bologna diventa, con la confluenza di via Stalingrado a la Dozza, la SS 64, terminando il suo percorso, come intuibile, a Ferrara.
- via Giacomo Matteotti, prosecuzione periferica di via Indipendenza (ma storicamente di via Galliera), alla quale via Matteotti e l'intera Bolognina sono fisicamente e culturalmente opposte e speculari[60], unisce via di Corticella a porta Galliera.
- via Franco Bolognese, che porta verso la zona Lame.
- infine via Donato Creti, che si getta in zona Fiera, nel quartiere San Donato, dopo aver oltrepassato via Stalingrado.

### Ferrovie
La ferrovia passante per la stazione di Bologna Centrale divide la Bolognina e il quartiere Navile dal centro storico cittadino. Nonostante la stazione ferroviaria di Bologna Centrale non sia amministrativamente compresa entro i confini del rione, la stazione per treni ad alta velocità di Bologna ha il proprio accesso diretto in Bolognina, in via de’ Carracci.
Nel rione è situato anche il dismesso scalo merci di Bologna Arcoveggio.

### Autostrade
Al confine tra la Bolognina e il rione Corticella vi sono due uscite della tangenziale di Bologna, nonché, sempre al confine con la Corticella, lo svincolo per l'A13 direzione Padova (Bologna Arcoveggio).

#### Tangenziale
Qui di seguito le uscite e gli svincoli in Bolognina della Tangenziale di Bologna:
| TANGENZIALE DI BOLOGNA |                                                                                            |      |      |
| Tipo                   | Indicazione                                                                                | ↓km↓ | ↑km↑ |
|                        | Castel Maggiore Bologna Corticella, Arcoveggio, Bolognina Museo del Patrimonio Industriale | 10,0 | 9,0  |
|                        | Ferrara - Padova Barriera di Bologna Arcoveggio                                            | 10,5 | 8,0  |
|                        | Fiera di Bologna Università via Stalingrado                                                | 11,0 | 7,8  |
| bis                    | Porrettana Ferrara                                                                         | 11,2 | 7,5  |
|                        | Fiera di Bologna Sede della Regione Emilia-Romagna Campeggio                               | 12,3 | 6,4  |

### Tram

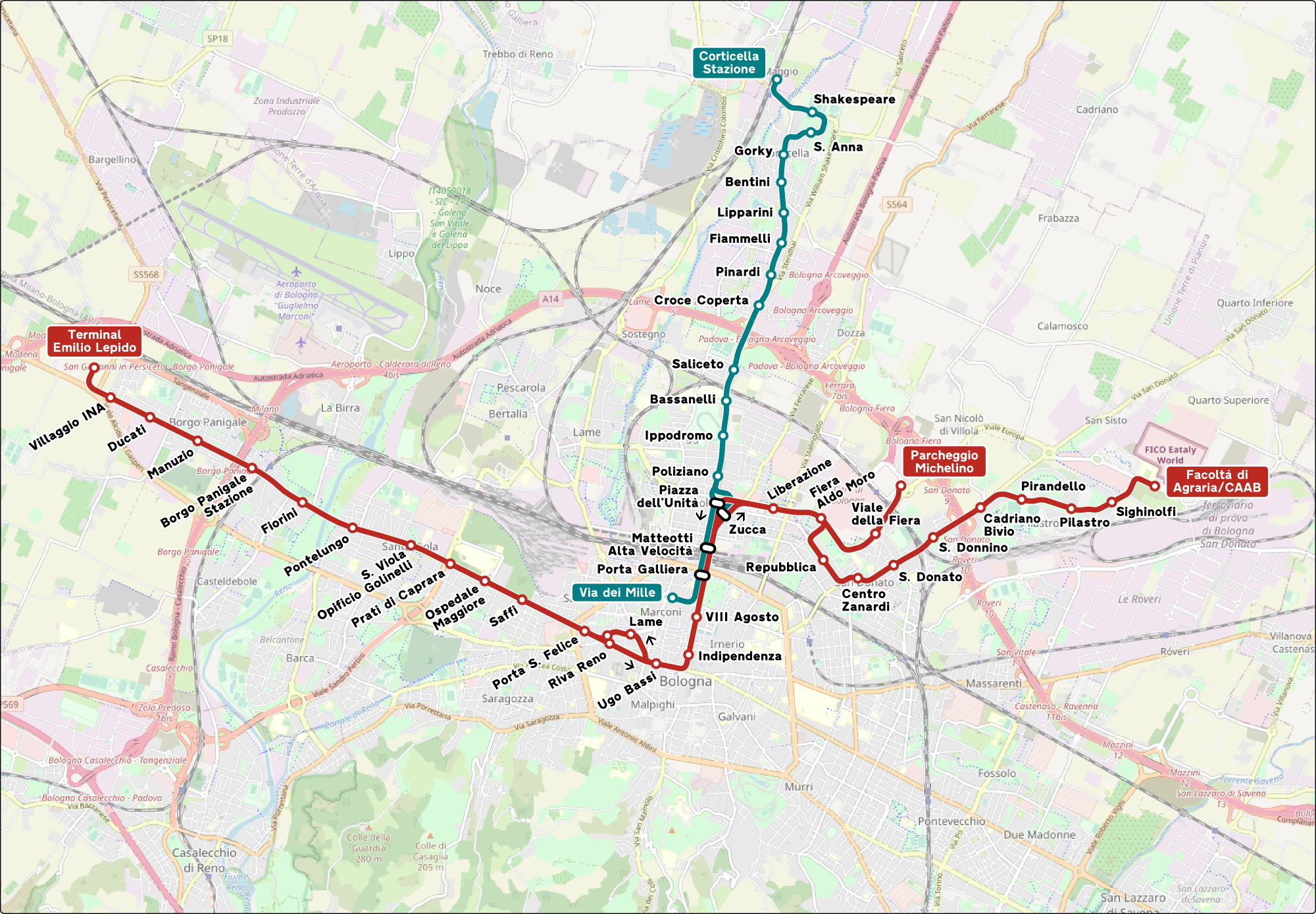
Mappa delle nuove linee del tram a Bologna, operative a partire dal 2026. Le linee gialla e blu non sono segnate

#### Vecchia rete tranviaria (1880-1963)
La Bolognina è stata servita da diverse linee della rete tranviaria storica di Bologna:
- 10 (via Ugo Bassi – Casaralta), soppressa nel 1959;
- 14 (via Ugo Bassi – Ippodromo/Mercato Ortofrutticolo) soppressa nel biennio 1955-56;
- 15 (via Ugo Bassi – Corticella), soppressa nel biennio 1955-56.

In Bolognina aveva inoltre sede il deposito tranviario della Zucca.

#### Nuova rete tranviaria (dal 2026)
Al 2021 risulta in corso la gara per l'affido della costruzione della nuova rete tramviaria di Bologna, la cui entrata in funzione è prevista per il 2026.
Secondo il progetto, la linea 1 collegherà Borgo Panigale al Pilastro passando per il centro storico, per la stazione di Bologna Centrale e per la Fiera di Bologna, attraversando la Bolognina, fermandovisi in via Matteotti, Piazza dell’Unità e via Ferrarese; 
la linea 2 collegherà invece il Centro Storico al rione Corticella, passando in Bolognina con fermate in via Matteotti, via di Corticella, Ippodromo di Bologna e Arcoveggio.
Riepilogo delle nuove linee, i capilinea sono ai margini e le fermate in Bolognina sono in corsivo:
- 1 (terminal Emilio Lepido – via Matteotti – piazza dell’Unità – via Ferrarese – Facoltà di Agraria CAAB)
- 2 (via dei Mille – via Matteotti – via di Corticella – Ippodromo di Bologna – Arcoveggio – Corticella)

## Sport

### Impianti sportivi

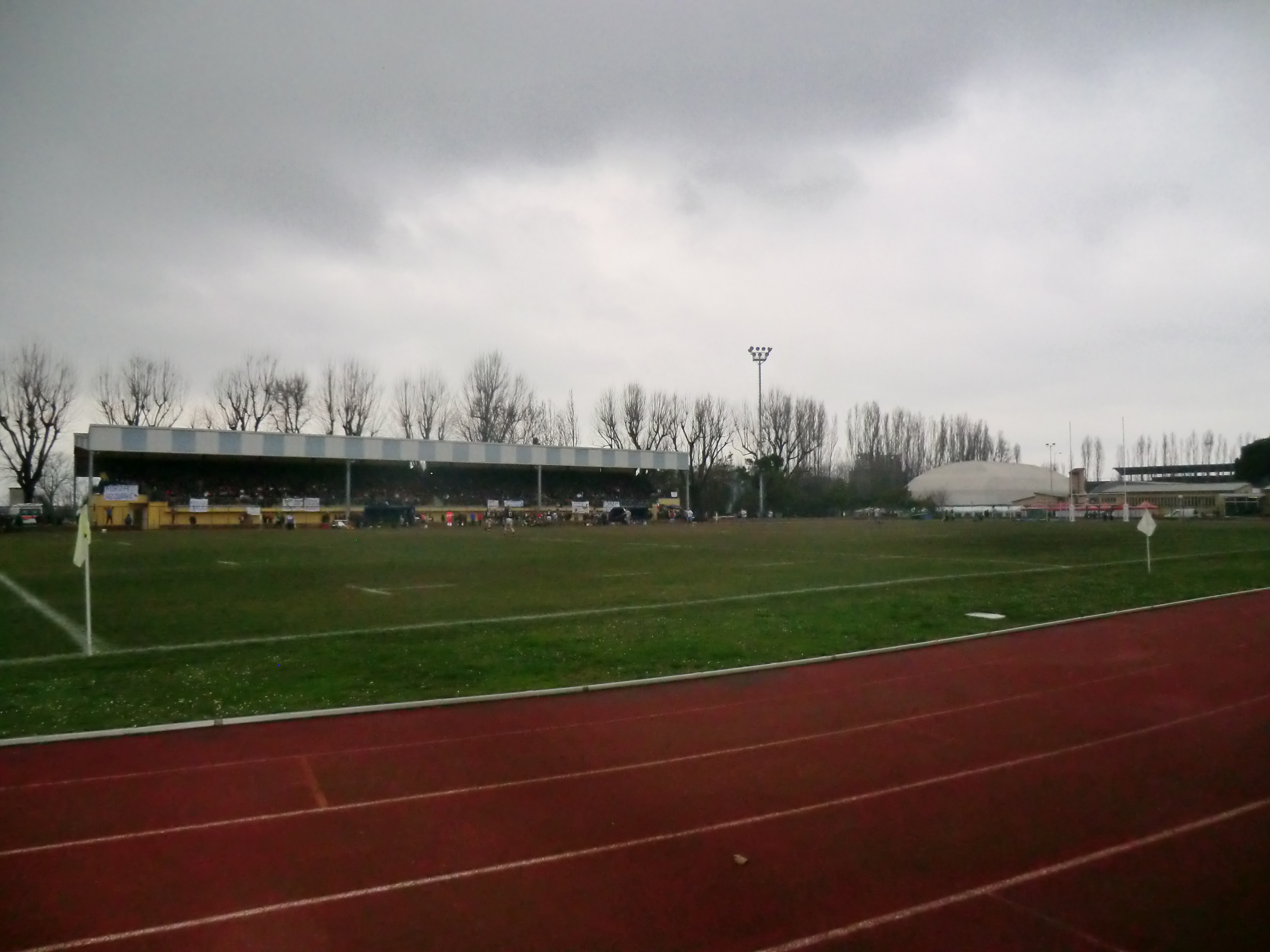
Lo Stadio Arcoveggio durante una partita di rugby tra Italia e Scozia

Tra gli impianti sportivi in Bolognina sono degni di nota l'ippodromo di Bologna e lo stadio Arcoveggio, con l'annesso complesso sportivo.

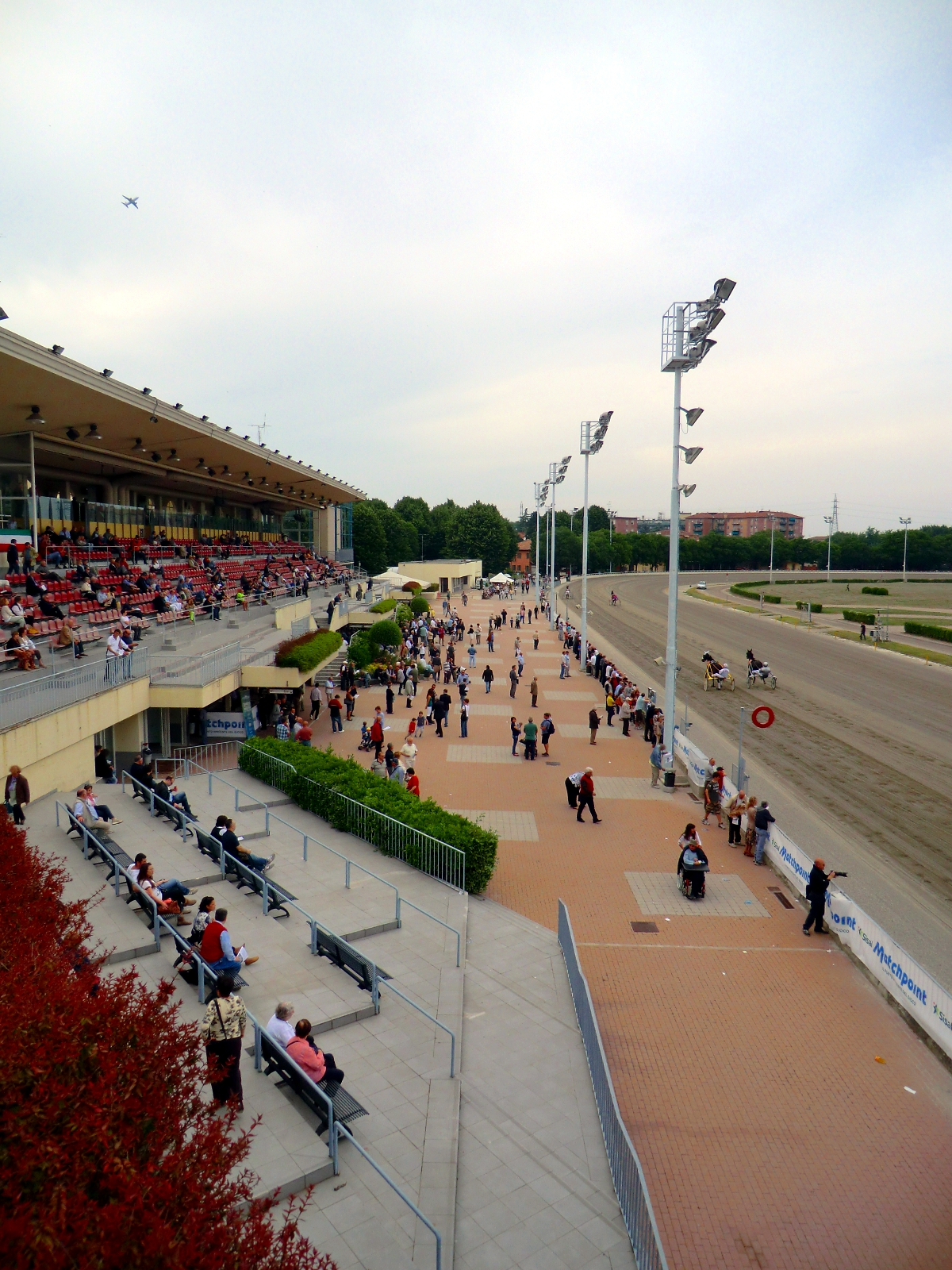
Tribuna dell'Ippodromo di Bologna

### Società sportive

#### Bo.Ca.
Nel quartiere è nata e ha avuto sede la squadra di calcio Bo.Ca. 1966, che ha disputato col nome di Associazione Calcio Boca San Lazzaro nove campionati di Serie D e uno di Serie C2. Dopo alterne fortune e diverse fusioni con altre realtà locali, la società ha chiuso l'attività nel 2020, a causa degli effetti della pandemia di COVID-19. La società giallorossa vanta nel proprio palmarès un campionato di Serie D e ha raggiunto, all'apice della sua storia, la 14ᵃ posizione nel girone B di Serie C2 nella stagione 2006-07.

#### Virtus Bologna

Lo stemma della Virtus Bologna

La Virtus Bologna, una delle società cestistiche più titolate d'Italia, ha il proprio centro d'allenamento presso il sopraccitato impianto sportivo dell'Arcoveggio, nell'omonima zona, con accesso al numero 49/2 di via dell'Arcoveggio.

#### PGS Welcome Bologna
Nelle palestre degli Istituti Salesiani, adiacenti alla Chiesa del Sacro Cuore di Gesù, ha sede la Polisportiva Giovanile Salesiana Welcome Bologna, o P.G.S. Welcome, attiva soprattutto nel basket, il cui settore giovanile spicca a livello provinciale e regionale, pool dal quale società maggiori come Virtus e Fortitudo spesso attingono per arricchire i propri vivai. Altri settori sportivi degni di nota della società sono la pallavolo, il calcio e l’arrampicata.
La PGS Ima ospita nelle sue palestre i partecipanti al progetto inclusivo "Basket per Tutti", dedicato a persone con problemi di salute mentale.

## Abitanti celebri
- In Bolognina, al principio di via Ferrarese, ha abitato la cantante Milva, originaria di Goro.[66]
- All'inizio di Via Matteotti aveva invece casa l'attore Gianni Cavina.[67]